# Kullaberg

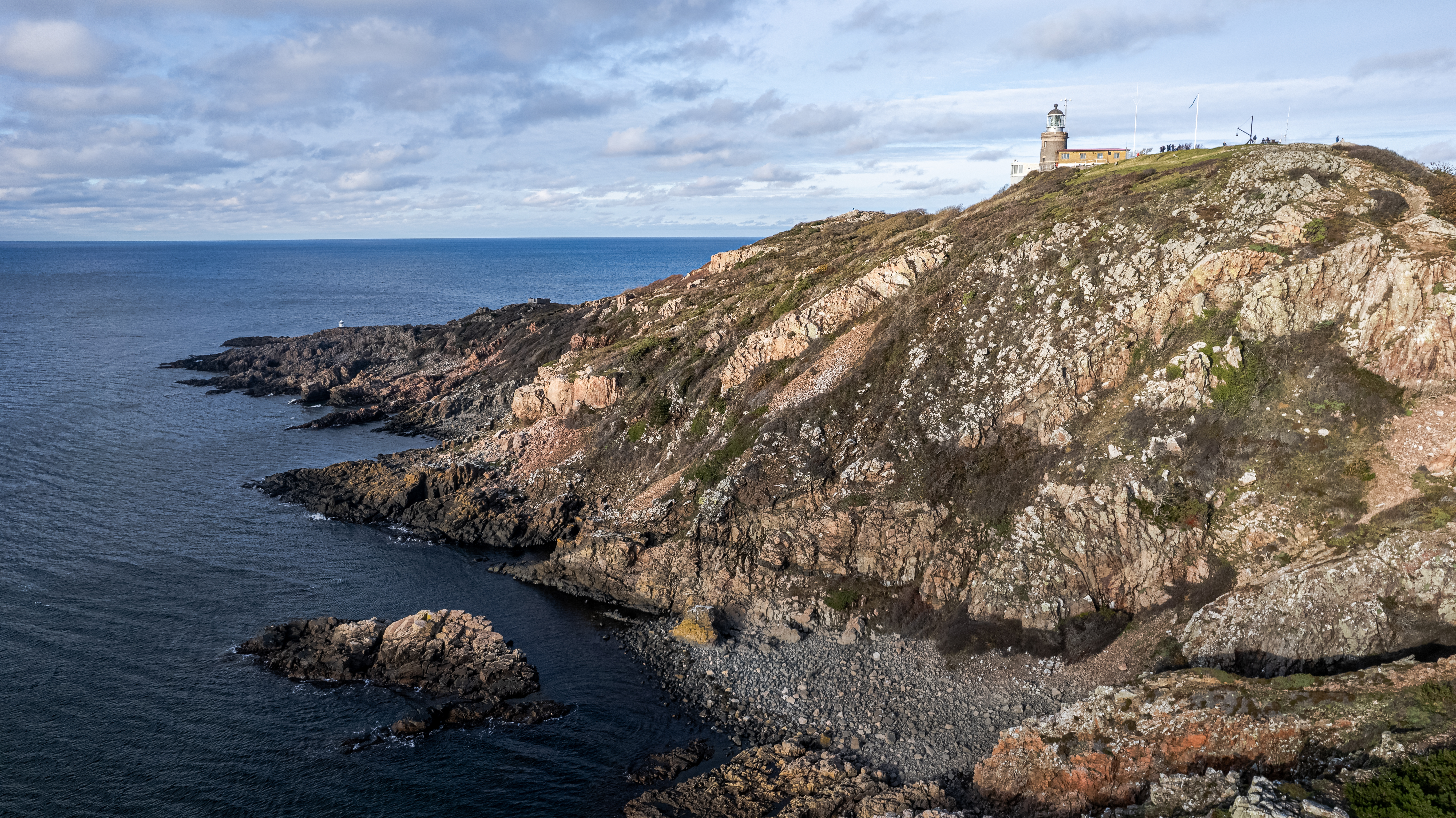
Kullaberg med Kullens fyr.

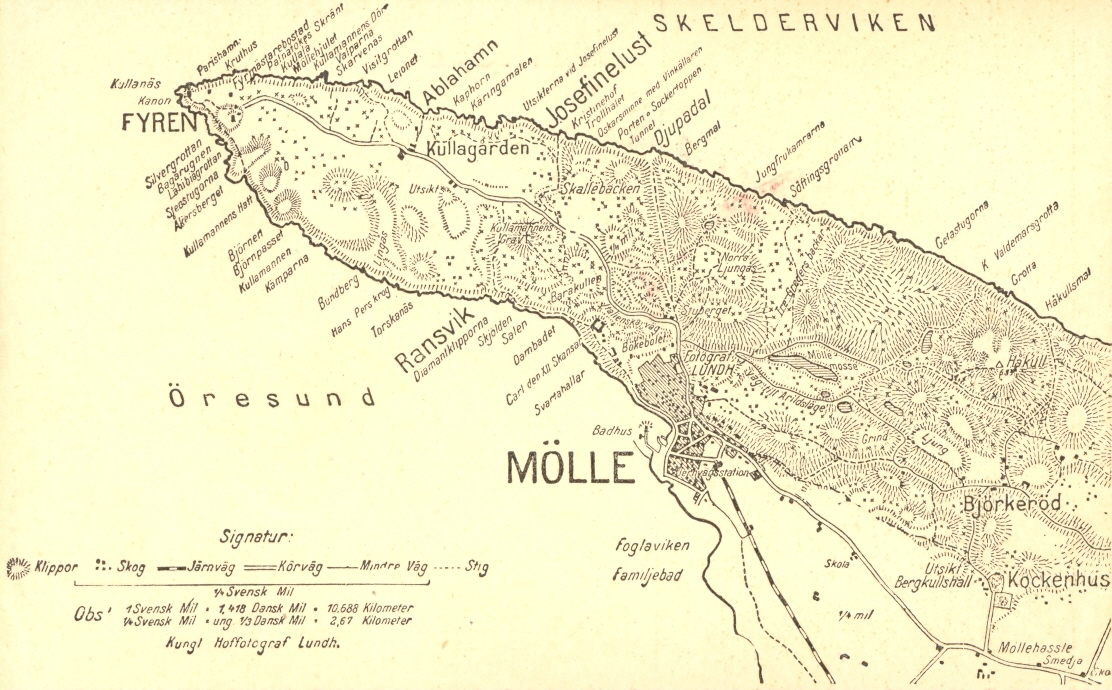
Västra delen av Kullaberg.

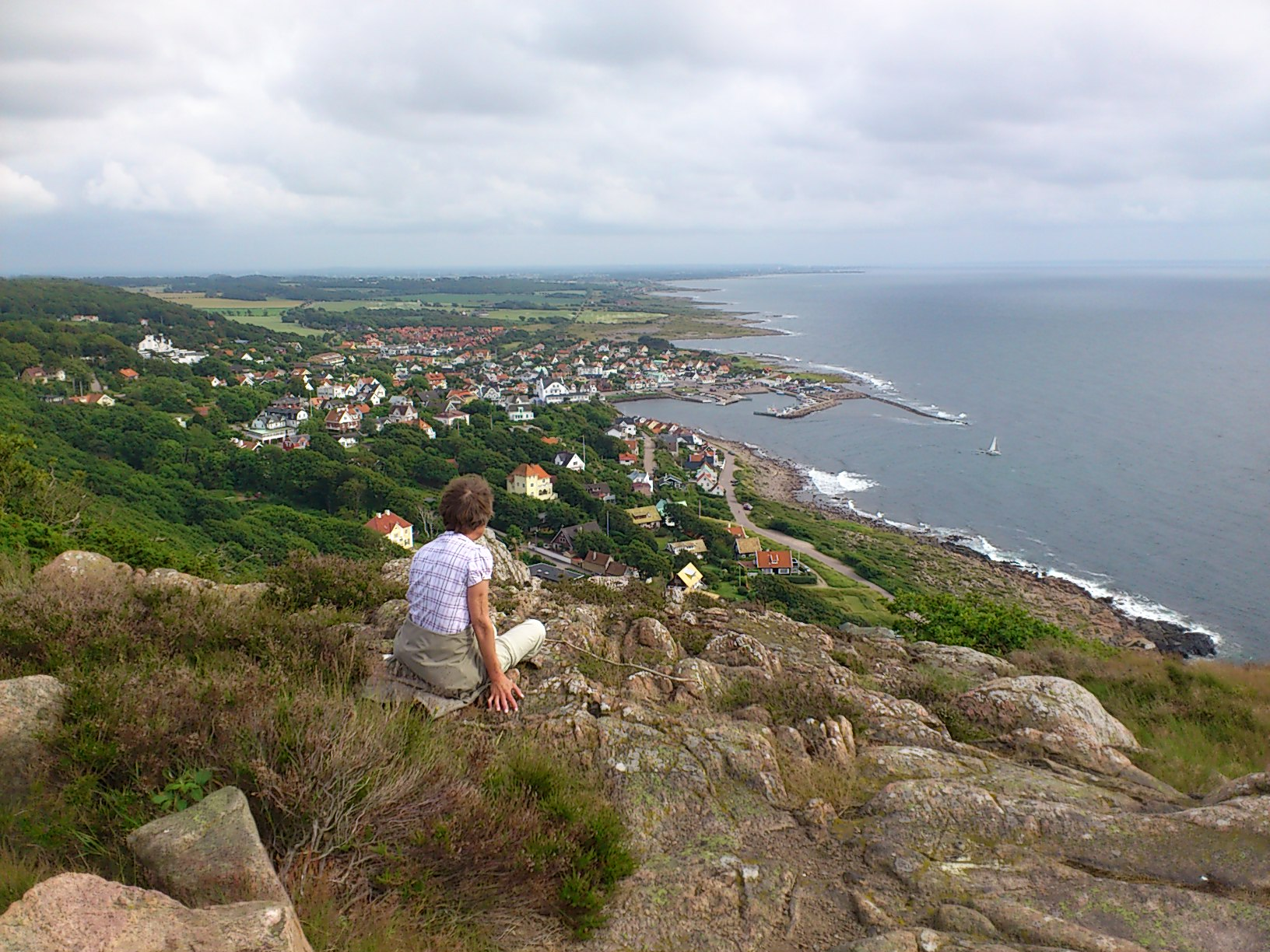
Utsikt från Barakullen mot Mölle och Öresund.

Kullaberg är namnet dels på en bergskam, belägen längst ut på halvön Kullen i nordvästra Skåne, dels på två naturreservat som ligger på och i anslutning till bergskammen, Västra Kullaberg och Östra Kullaberg. Området är en del av Brunnby socken i Höganäs kommun.
Bergskammen (och reservaten) sträcker sig från Kullanäs (vid Kullens fyr) i nordväst till Arild i sydöst, en sträcka på knappt åtta kilometer. Kullaberg är som bredast 1,5 kilometer vid Kockenhus och Björkeröd. Ytan är 932 hektar. Från berggrundsgeologisk synpunkt sträcker sig dock Kullaberg ner till Svanshall, en sträcka på ytterligare sju kilometer, och når en bredd på cirka två kilometer. Kullaberg gränsar mot Öresund i sydväst och mot Skälderviken i norr. Kullaberg når en högsta höjd av 187,5 meter vid Håkull. Mot Skälderviken är kustbranterna särskilt höga, som mest drygt 60 meter. Berget korsas av tvärgående sprickor och genom havets nötning har det på många håll bildats grottor, vikar och dalar. Vid stranden ses raukar och stenpelare.

## Geologi
Kullaberg är en av Skånes urbergshorstar och löper i samma riktning som de andra åsarna i Skåne. I Kullabergs förlängning ligger Söderåsen och tillsammans utgör de en del av Tornquistzonen.  Berggrunden består till största del av ortognejs, vilket ger magra jordar. På tvärs mot urberget löper emellertid grönstensgångar bestående av amfibolit och diabas, vilka innehåller kalcium och magnesium. Dessa stråk följer ofta dalsystemet i berget och ger upphov till näringsrikare jord. Kullabergs diabasform är mörkt röd och kallas kullait. Man räknar med att jordskorpan antog fast form för 2,5 miljarder år sedan.
På åtskilliga ställen har man brutit sten ur berget. Detta skedde senast kring sekelskiftet 1900, då sten togs nedanför Barakullen vid Solviksbadet, och i klippan nedanför Grand Hotel. Av stenen byggdes bland annat nuvarande Kullens fyr, men en del exporterades till Danmark för användning vid befästnings- och vägbyggen.

## Topografi

### Dalar

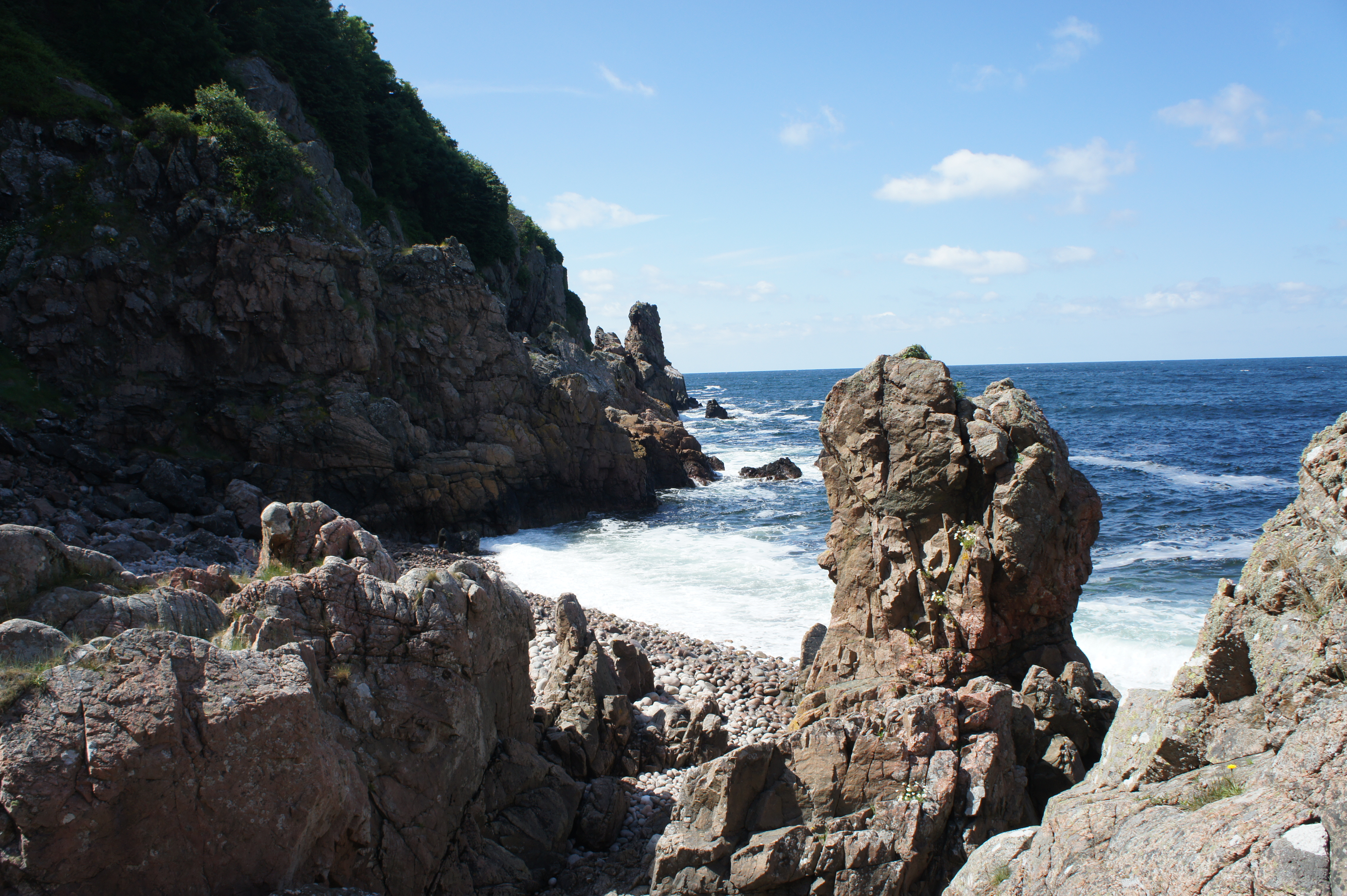
Malen vid Djupadal.

Ett system av tvärdalar löper vinkelrätt mot bergets längdriktning. Dalarna öppnar sig mot havet och bildar så kallade malar, där berggrunden är som mjukast. Exempel på sådana malar finns vid Ablahamn, Josefinelust, Ransvik, Djupadal och vid Håkull.

### Grottor
Grottorna är typiska för Kullabergs strandlinje. De flesta är av typen strandgrottor, vilka har bildats genom havets inverkan på de mjukare delarna av berget. Pyk anger att det finns åtminstone 24 grottor med ett minsta djup på tre meter, av vilka de mest kända ska beskrivas.
Lahibiagrottan ligger på sydvästra delen av berget, helt nära Kullens fyr. Det nuvarande namnet kom till i början av 1900-talet då fotografen Peter P Lundh satte romantiska namn på flera platser på berget. Grottan är nio meter djup och den har periodvis varit bebodd från yngre stenåldern.
Bagarugnarna kallas också Stenstugorna. De ligger intill Lahibiagrottan på sydvästra delen av berget, men är mer svåråtkomliga än denna. Den nedre är 4,5 m djup, medan den övre är 5 m djup.
Silvergrottan är till skillnad från de andra grottorna utsprängd av människor. Den är 15 meter djup och ligger 250 meter sydost om den Västra fyren. Silvergrottan eller som man tidigare benämnde den, Sölvepickarhålet, är ett minne från den danske kungen Fredrik II:s försök att hitta ädla metaller i sitt rike. År 1561 fick den tyske bergsmannen Jürgen Langenau i uppdrag att leta efter sådana på Kullaberg. Han fann ett vitt mineral som han trodde var silver, men som i själva verket var muskovit. Brytningen avbröts efter någon månad.
Visitgrottan är till volymen Kullabergs största grotta. Grottan kallades Klasas stall i början av 1800-talet och Vikinggrottan vid slutet av 1800-talet. Namnet Visitgrottan fick grottan i början av 1900-talet. Namnet kommer sig av att turisterna stack in sina visitkort i väggarnas sprickor. Djupet och bredden båda 10 meter och höjden 6,5 m.
Grottor i Josefinelust. I Josefinelust finns fem grottor. Fredrik VII:s grotta har namn efter den danske kungen som på 1850-talet besökte området. Den är sex meter djup och har tidvis varit bebodd. Större Josefinelustgrottan är den mest besökta grottan på Kullaberg och är försedd med inredning i form av bänkar och bord som tillkommit på senare tid. Mindre Josefinelustgrottan är en grotta som tidvis varit bebodd sedan äldre stenåldern. Trollhålet är Kullabergs djupaste grotta, karterad till 50 meter. Den är resultatet av förskjutning av ett bergsparti och är därför av typen sprickgrotta. Oscarsgrottan med vinkällaren ligger längst österut och är numera delvis raserad. Den har fått sitt namn av kung Oscar II, vilken som kronprins besökte grottan den 9 augusti 1868 och då lät hugga in sitt namn på grottans vägg.
Jungfrukamrarna är en av de större grottorna. Den är smal och hög till formen och är belägen vid Jungfrumalen. Fyra meter in i grottan delar den sig i två kamrar. Här kan man se den för Kullaberg typiska kullaiten, det vill säga en form av diabas. Det finns även droppstenar, vilket annars är ovanligt för Kullaberg.
Söftingsgrottan är med 22 meter djup också en av de största grottorna, belägen norr om Mölle mosse. Grottan ligger 3–4 meter över havet. Vid ingången är den 4–5 meter i höjd och bredd, men krymper efterhand som man kommer längre in.
Valdermarsgrottan ligger nedanför Håkulls mosse. Den är uppkallad efter kung Valdemar Sejr någon gång på 1800-talet. Grottan är 11 meter djup, fyra meter hög och består av två kupolformade salar. Den är mycket rymlig och kan härbärgera mindre sällskap.

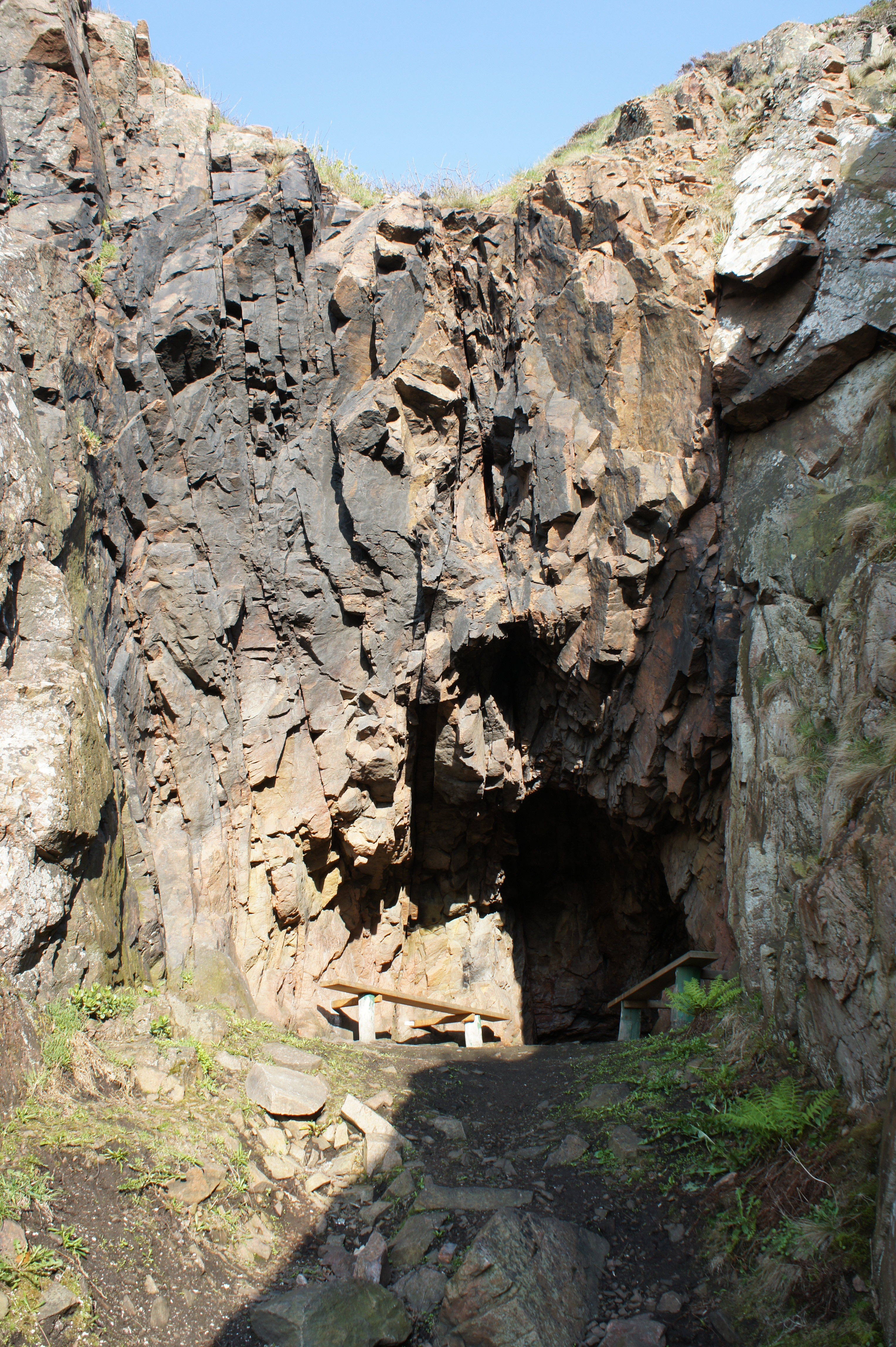
Större Josefinelustgrottan.
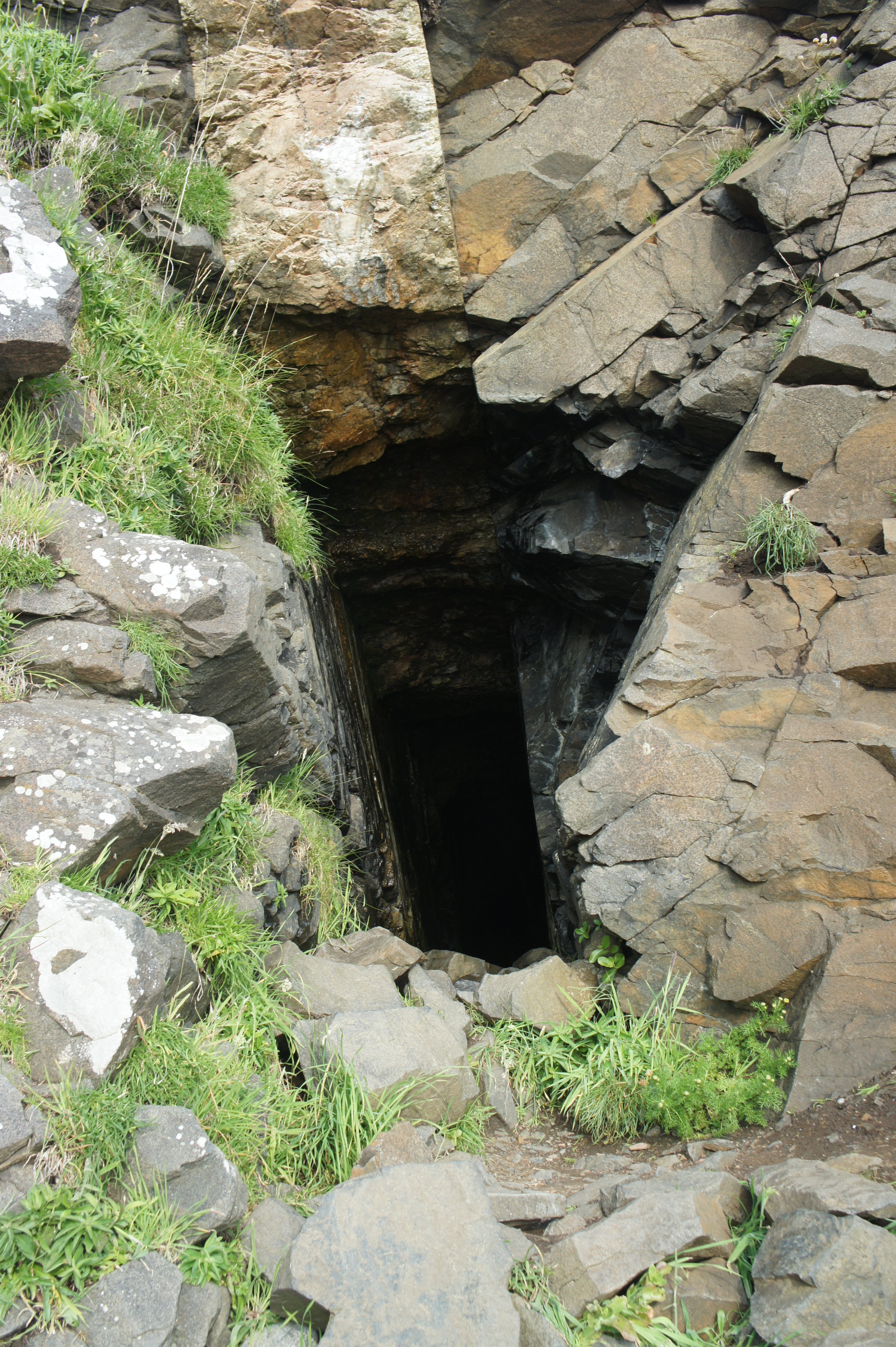
Silvergrottan.
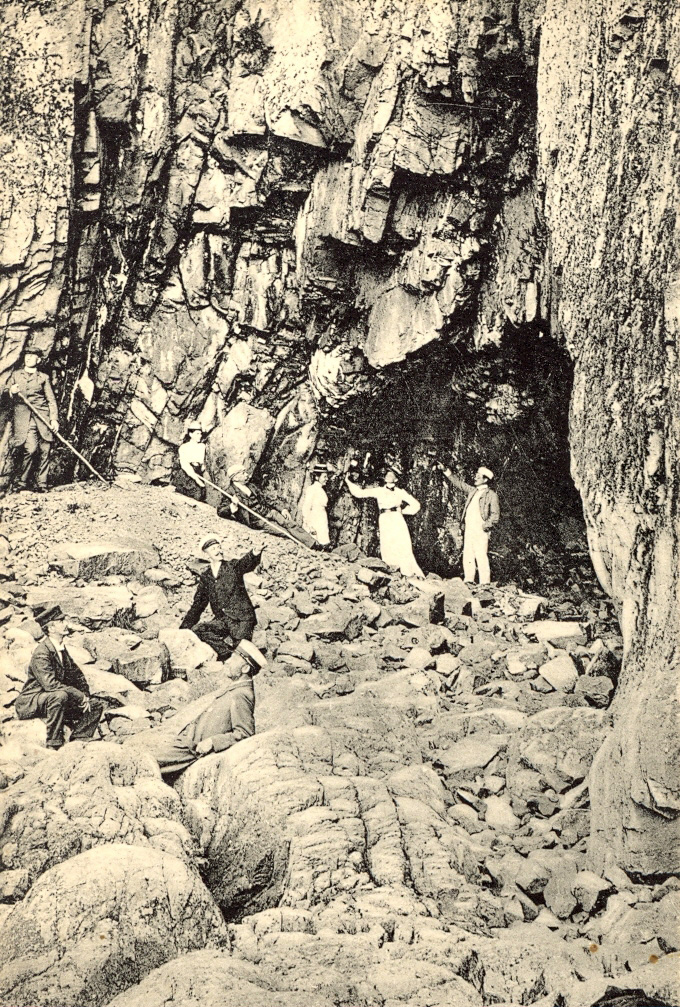
Visitgrottan.
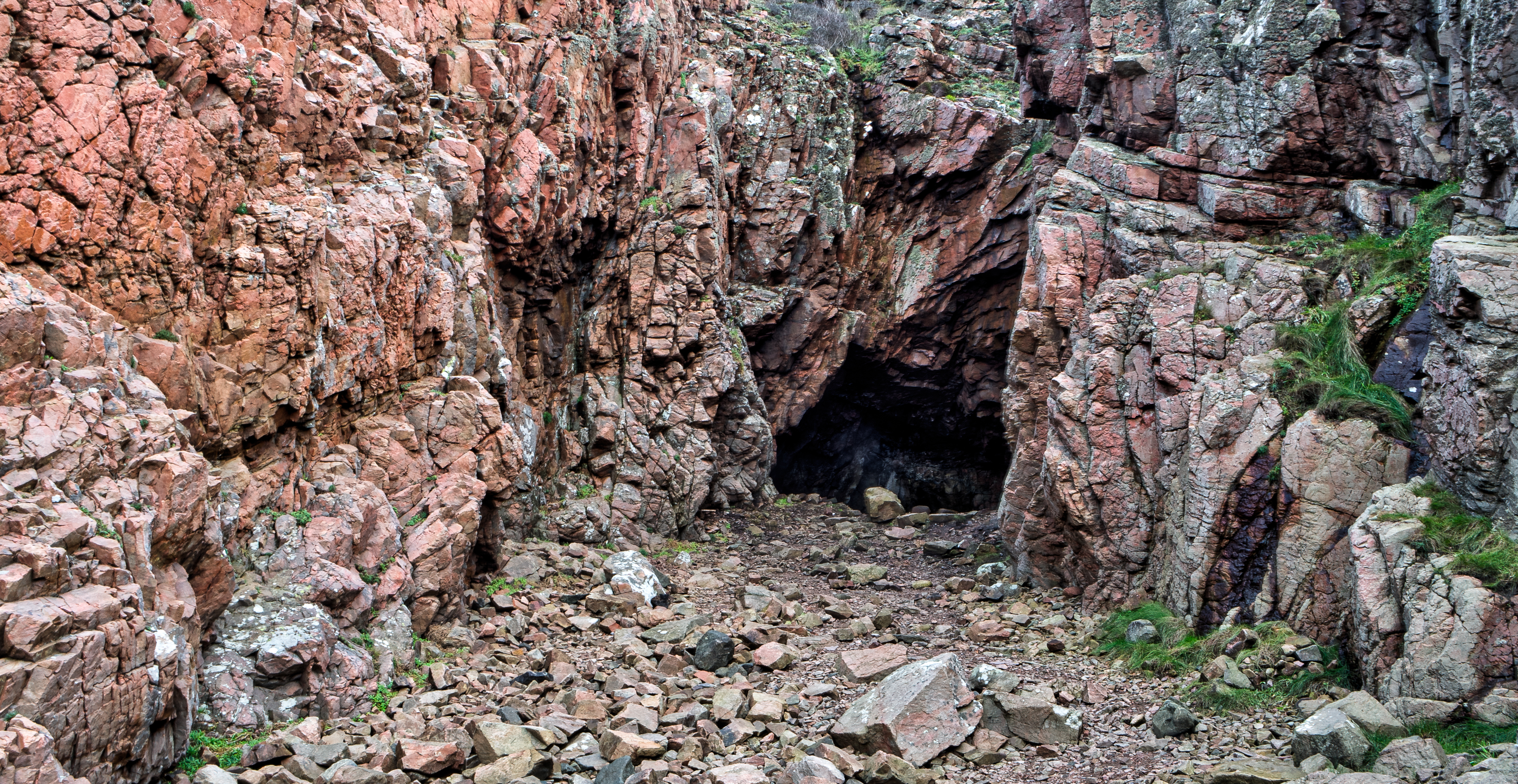
Lahibiagrottan
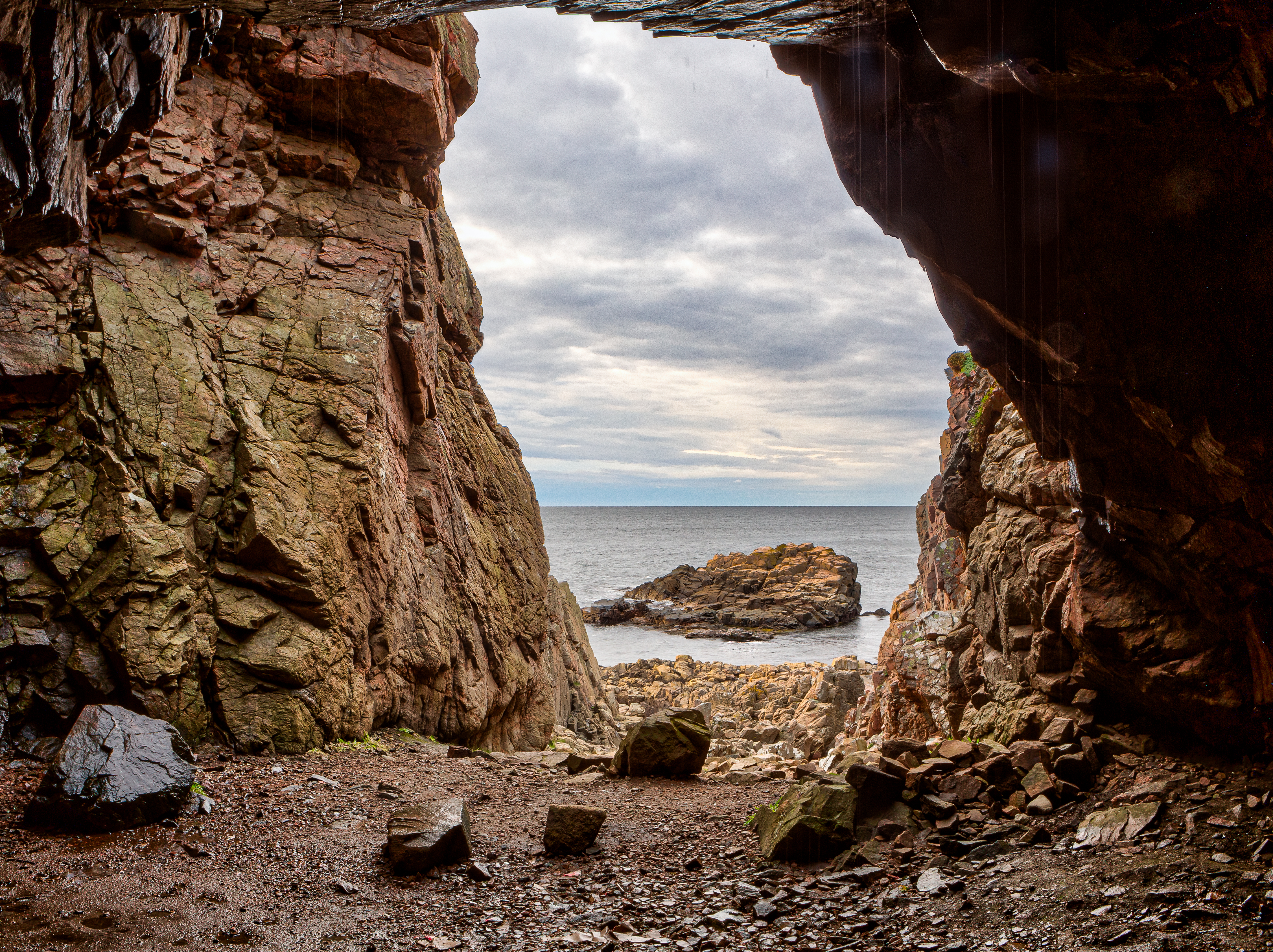
Utsikt från Lahibiagrottan

### Klippformationer
Naturen och erosionen har skapat fantasieggande klippformationer längs Kullabergs kust. Porten är en klipptunnel som vågorna och frosten gröpt ur. Den är 12,5 meter lång, 2,5 meter bred och 4,5 meter hög. Sockertoppen är en pyramidformad klippö, 11,7 meter hög, som skiljs från land genom ett sund med 1–2 meter bredd. Den högsta rauken är Napoleons hatt är 17,3 meter hög. Alla dessa tre formationer ligger vid Kullabergs nordöstra strand, inte långt från Djupadal. Namnen på många klippformationer har inspirerats av legenden om Kullamannen, bland annat Kullamannens dörr, Kullamannens kämpar, Kullamannens trädgård, Kullamannens borg, Kullamannens sal, Kullamannens hatt och Kullamannens vante. En del av dessa namn har tillkommit runt sekelskiftet 1900 för att främja turismen, och många av dem har skapats av fotografen Peter P Lundh.

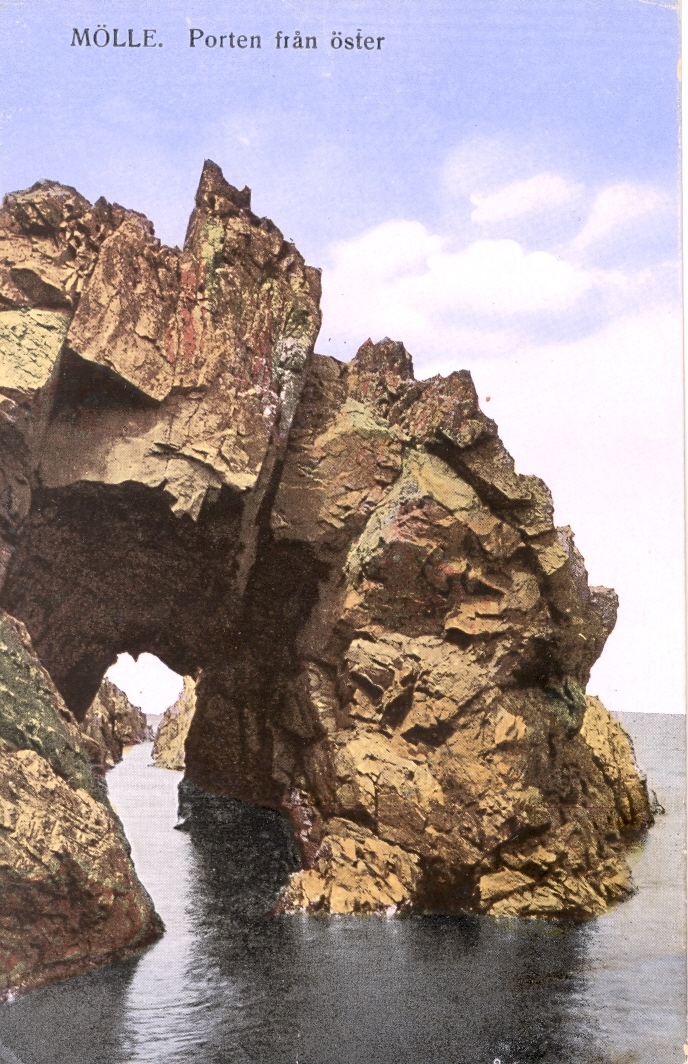
Porten.
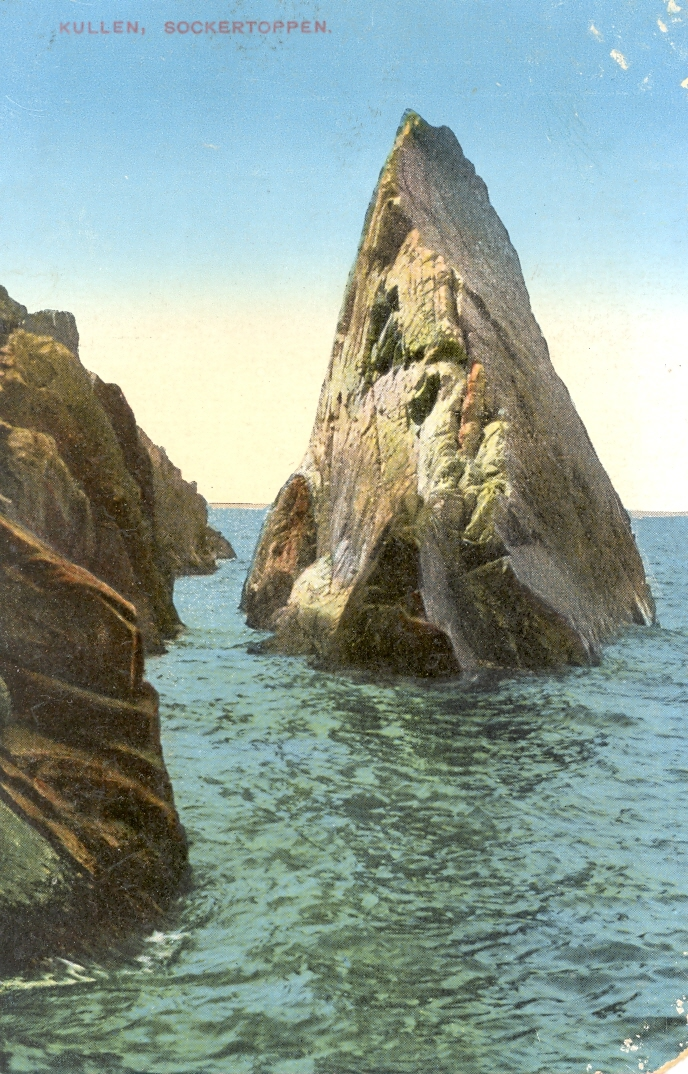
Sockertoppen.
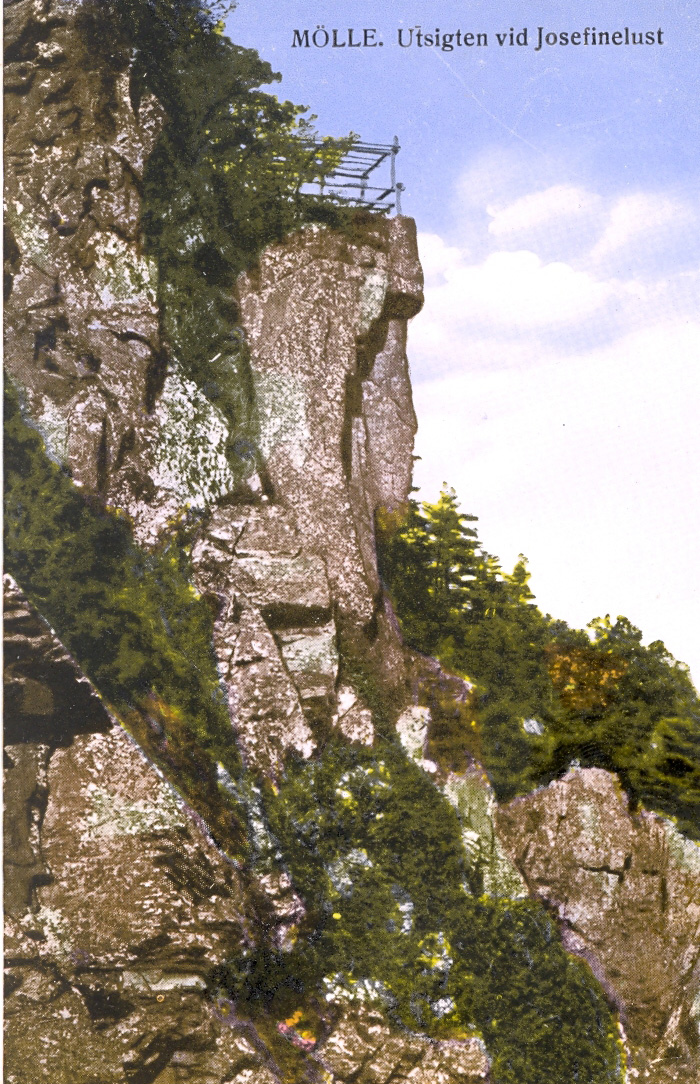
Utsikten vid Josefinelust.
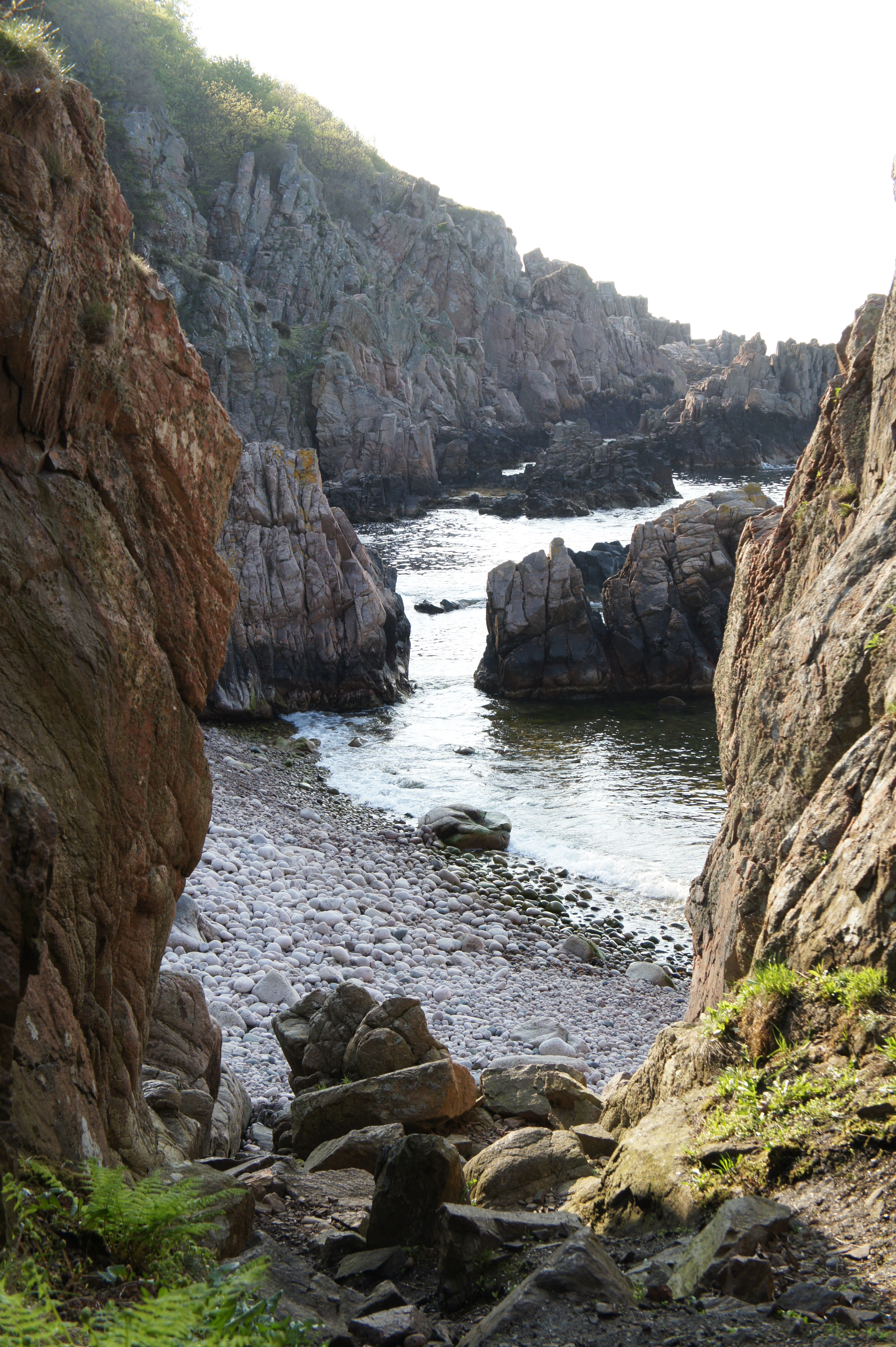
Malen vid Josefinelust.

### Bergstoppar

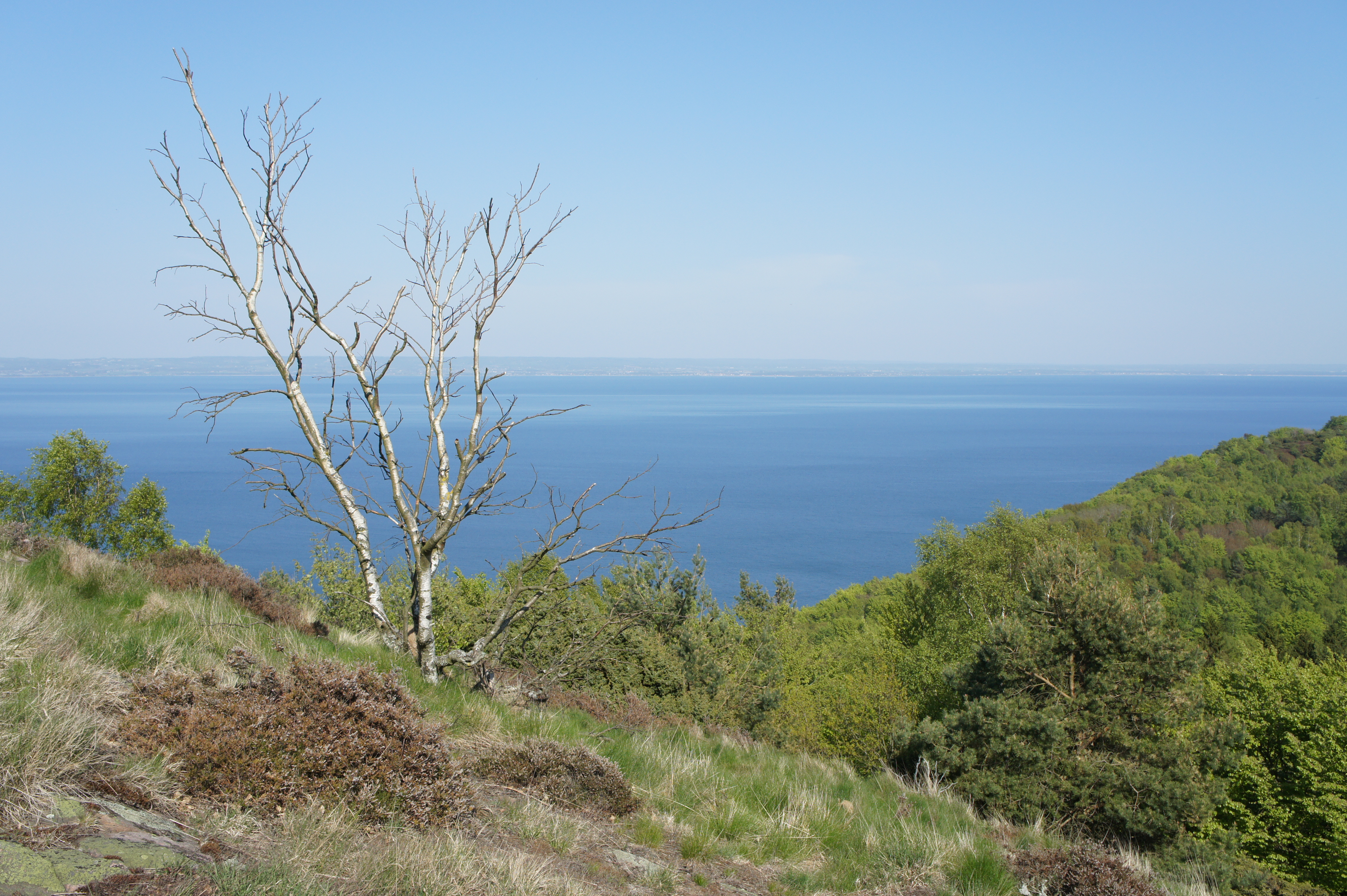
Utsikt från Håkull. Skälderviken och Bjärehalvön i bakgrunden.

Håkull är den högsta punkten på Kullaberg med sina 187,5 meter över havet. Vid klart väder syns Skälderviken, Kattegatt, Öresund, Bjärehalvön med Torekov och Hallands Väderö. Håkull är lättillgänglig via den "blå strövstigen" i stignätet på Kullaberg. Norra Ljungås är en av de högsta topparna med 175 meter över havet. Härifrån ser man, utöver vyerna från Håkull, även spetsen av Kullen (Kullanäs), Kullens fyr, Kullagården och Mölle. Tyvärr är Norra Ljungås inte lättillgänglig, då den inte ingår i stignätet. Övriga bergstoppar är Sadeln, som ligger öster om Håkull, Farliga backar, ovanför Himmelstorp, Gregors backar, väster om Håkull, samt Barakullen, omedelbart nordväst om Mölle, intill Italienska vägen. Den sistnämnda kan nås från den "röda stigen".

## Naturen på Kullaberg

### Landskapet
Efter senaste istidens slut, för cirka 14 000 år sedan, började Kullaberg att täckas av låga videbuskar och låga björkar. Några tusen år senare, när klimatet var varmare, var björk och tall de dominerande trädslagen. Efterhand tillkom ädla trädslag, som till exempel ek. Boken nådde Skåne cirka 3000 f.Kr., och är nu Kullabergs karaktärsträdslag. Sammanhängande bokskog finns bland annat mellan Hjorthagen och Ransvik. Andra träd som finns i skogarna är ek, alm och ask. På några håll finns granplanteringar. I slutet av 1800-talet planterade man in österrikisk svarttall på de gamla ljunghedarna. Svarttallen växte snabbt, men i samband med en storm år 1980 blåste stora delar av svarttallskogen ner. Man beslutade då att återskapa de gamla ljungfäladerna, och hålla dem öppna med bete. Sådana öppna områden har skapats dels längst ute vid fyren, dels vid Djupadal och Ona mosse.
En mycket gammal form av skog är ekkrattskogen, som återfinns uppe på berget mellan Solvik och Ransvik. Den består av vindpinade sommarekar och vinterekar med murgröna och vildkaprifol klättrande uppmed stammarna. Det finns några smärre insjöar på Kullaberg. Den största av dem är Mölle mosse, nordöst om Mölle. Andra insjöar är Björkeröds mosse, Ona mosse och Håkulls mosse. Åkermark fanns tidigare vid Kullagården, men sedan 1950-talet har den försvunnit. Mölle Golfklubb disponerar nu denna mark, som på så sätt hålles öppen av golfbanorna. Återstående åkermark på själva berget finns framför allt vid Björkeröd.

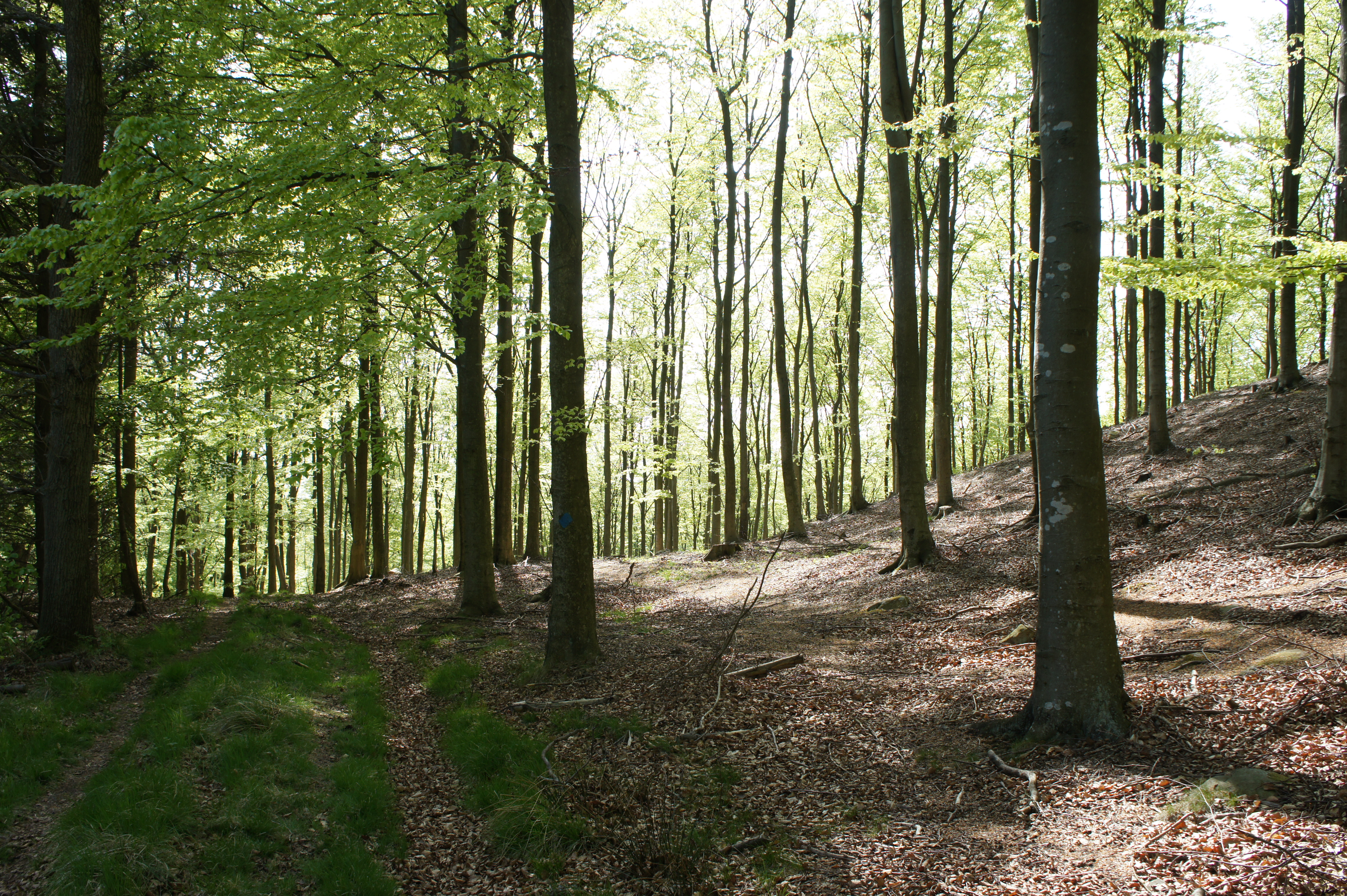
Bokskog på Kullaberg.
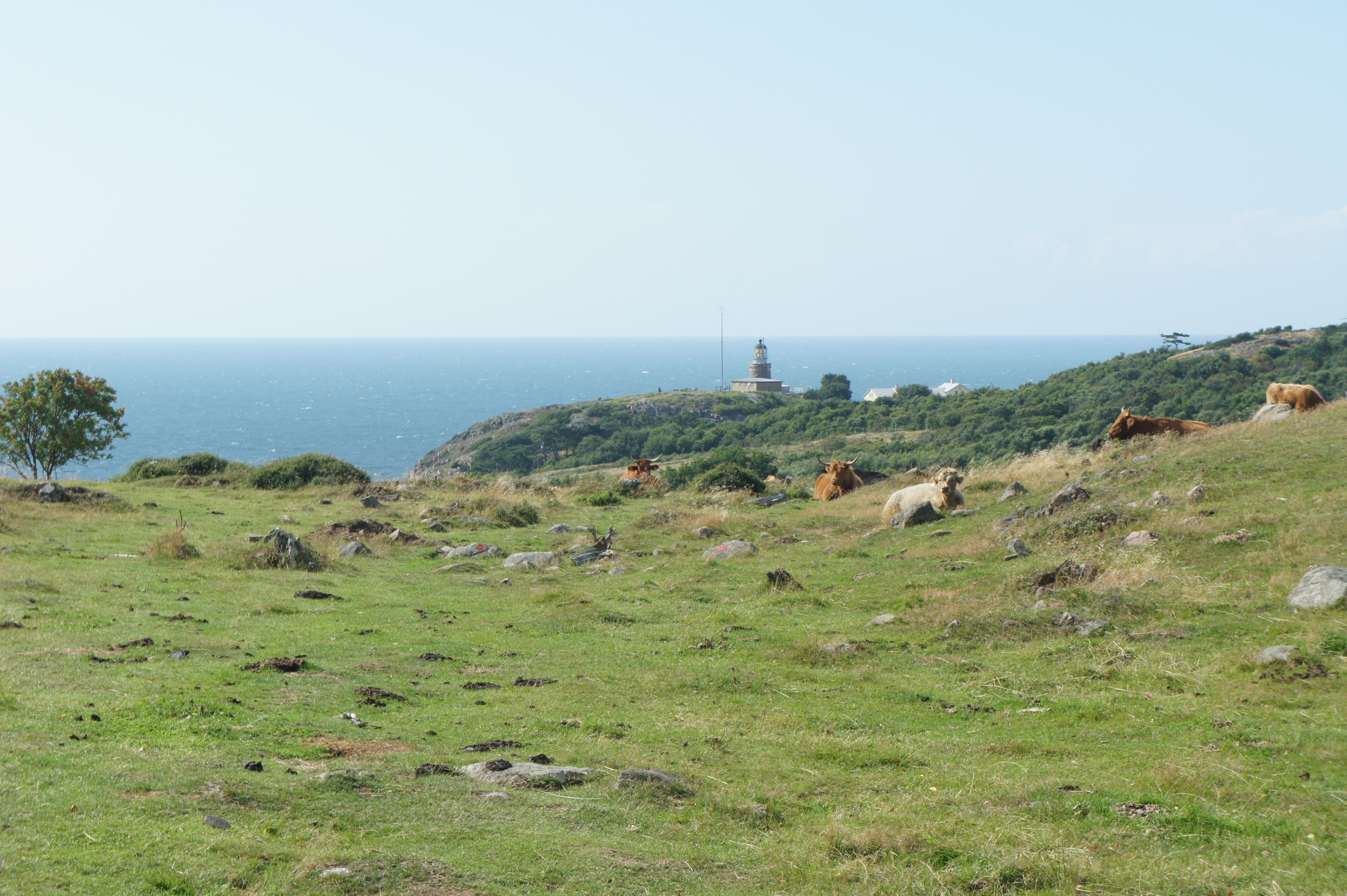
Betesdjur på fäladen nära Kullens fyr.
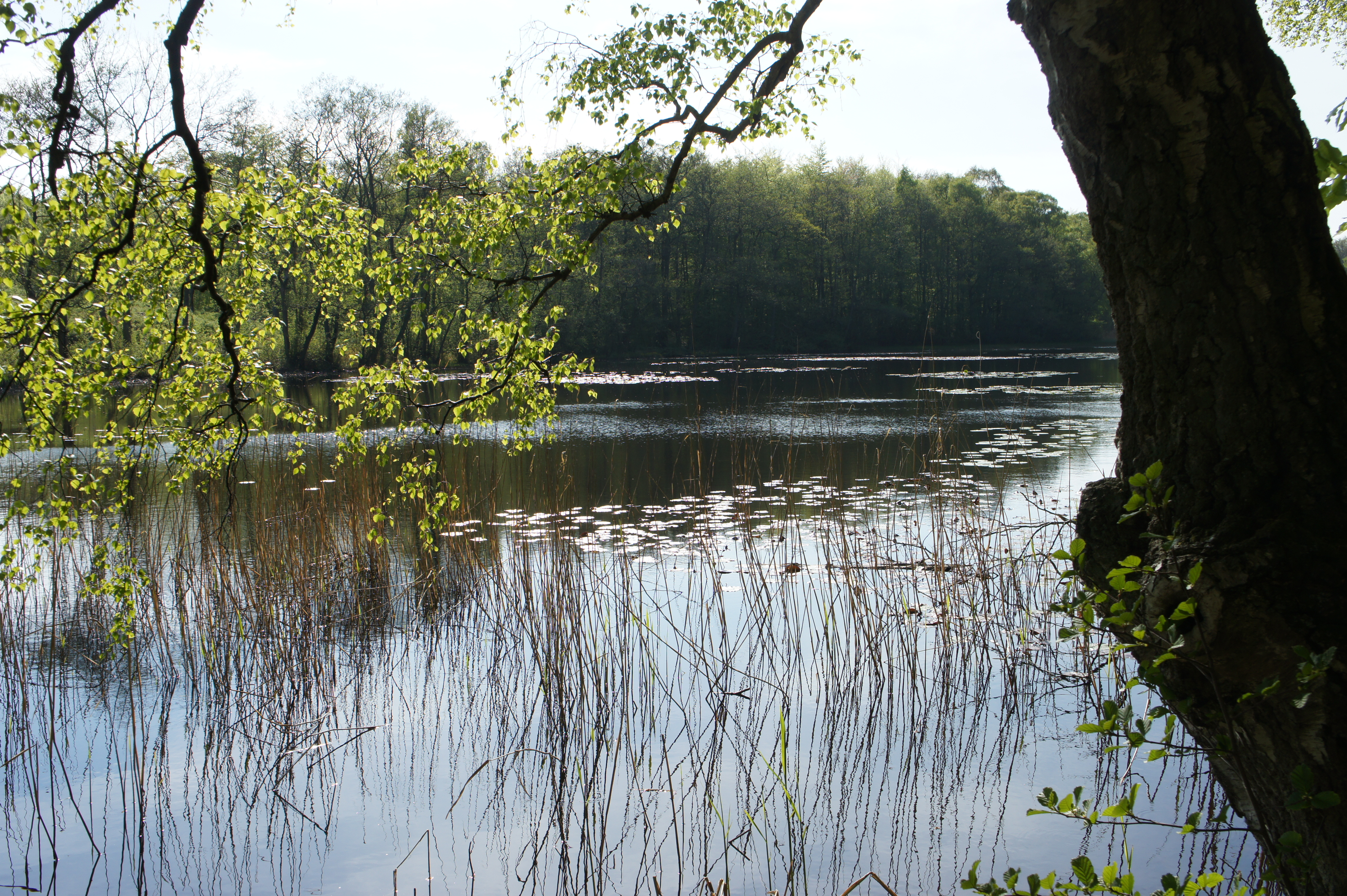
Mölle mosse, den största insjön på Kullaberg

### Växtliv
Växtligheten varierar beroende på växtlokal. Ett mycket stort antal arter förekommer inkluderande sällsyntheter som rosenlök, kungsmynta, glansbräken och dvärgjohannesört. Växten vårvial finns bara på Kullaberg och på en annan plats i landet. Av orkidéer finner man bland annat Sankt Pers nycklar och Göknycklar. Det finns drygt 200 mossarter och 20 björnbärsarter. En av dessa björnbärsarter var unik och heter Rubus kullensis och upptäcktes för ett sekel sedan. Den är nu försvunnen. Totalt finns hela 70 procent av den svenska floran på Kullaberg – om man bortser från rena fjällväxter. Det finns tendens till igenväxning av vissa områden som inte gallras eller betas. Framför allt är det björnbär och vresros som bildar taggiga ogenomträngliga snår, men även lövsly som snabbt växer till.

### Djurliv
Hare, kanin och rådjur är mycket vanliga men det finns även räv och grävling. Av kräldjur finns huggorm, snok, ormslån och skogsödla. Paddan är också vanligt förekommande. År 1936 inköptes kronhjortar från Slottsskogen i Göteborg. De hölls i ett hägn vid Hjorthagen. I samband med Orkanen Gudruns härjningar i januari 2005 föll ett träd över inhägnaden varvid kronhjortarna rymde. Därför finns nu vilda hjortar på både östra och västra Kullaberg.
Omkring 275 fågelarter har observerats. Av dessa häckar ett 90-tal på berget. De vanligaste är lövsångare, bofink, koltrast, ringduva och rödhake. Ormvråk, korp, tornfalk och sparvhök är vanligt förekommande. På berget finns även pilgrimsfalk. Av sjöfåglar kan nämnas måsar, främst fiskmås, gråtrut, havstrut och ejder men även småskrake och tobisgrissla. Efter stormar dyker ofta ovanliga havsfåglar ute från Atlanten upp, till exempel stormfågel, havssula och labb. Mossarna attraherar flera våtmarksarter, och såväl gråhakedopping som smådopping häckar, vissa år även sångsvan. På våren kan man finna brandkronad kungsfågel, mindre flugsnappare och sommargylling. På Kullaberg drivs ett framgångsrikt falkprojekt av Kullabygdens ornitologiska förening, som hjälpt stammen från utrotning i området.
Av lägre djurarter finns 58 procent av Sveriges fjärilar representerade, liksom cirka 25 procent av de 4000 svenska skalbaggsarterna. Bland spindlarna finns den sällsynta tapetserarspindeln, den enda av familjen fågelspindlar i Sverige.

### Havsliv
Livet i havet är väldokumenterat, och gynnas av övergången från Öresunds brackvatten till de saltare vattenförhållanden som råder i Kattegatt. Strandkrabba och blåmussla förekommer i riklig mängd. Här finns även en rad andra kräftdjur, sjöborrar, snäckor och musslor. En sällsynt snäcka är purpursnäckan. Bland fiskarna är torsk, kolja, vitling, makrill och skrubbskädda vanligt förekommande. Slutligen ska nämnas sillen som under sensommaren och hösten var en viktig inkomstkälla för befolkningen i fiskelägena.

## Historia

### Stenåldern
Möjligen kom människorna första gången till Kullaberg för 10 000 år sedan. De äldsta fornfynden i form av flintredskap från grottorna på Kullaberg, härstammar från äldre stenåldern, det vill säga att de är 6-7 000 år gamla. Fynd från äldre stenåldern finns även längst ut på Kullens spets, nära den Västra fyren. Där ligger de så kallade Stenstugorna, som är boplatser från äldre stenåldern. Även från den yngre stenåldern finns fynd i form av hus, hyddor och en broläggning. De flesta stenåldersfynden finns utmed Kullabergs sluttningar, nära havet.
På de upptrampade vägarna och dylika ställen kan man än idag plocka rikligt med slagna flintor, såväl redskap som avslag.

### Brons- och järnåldrarna

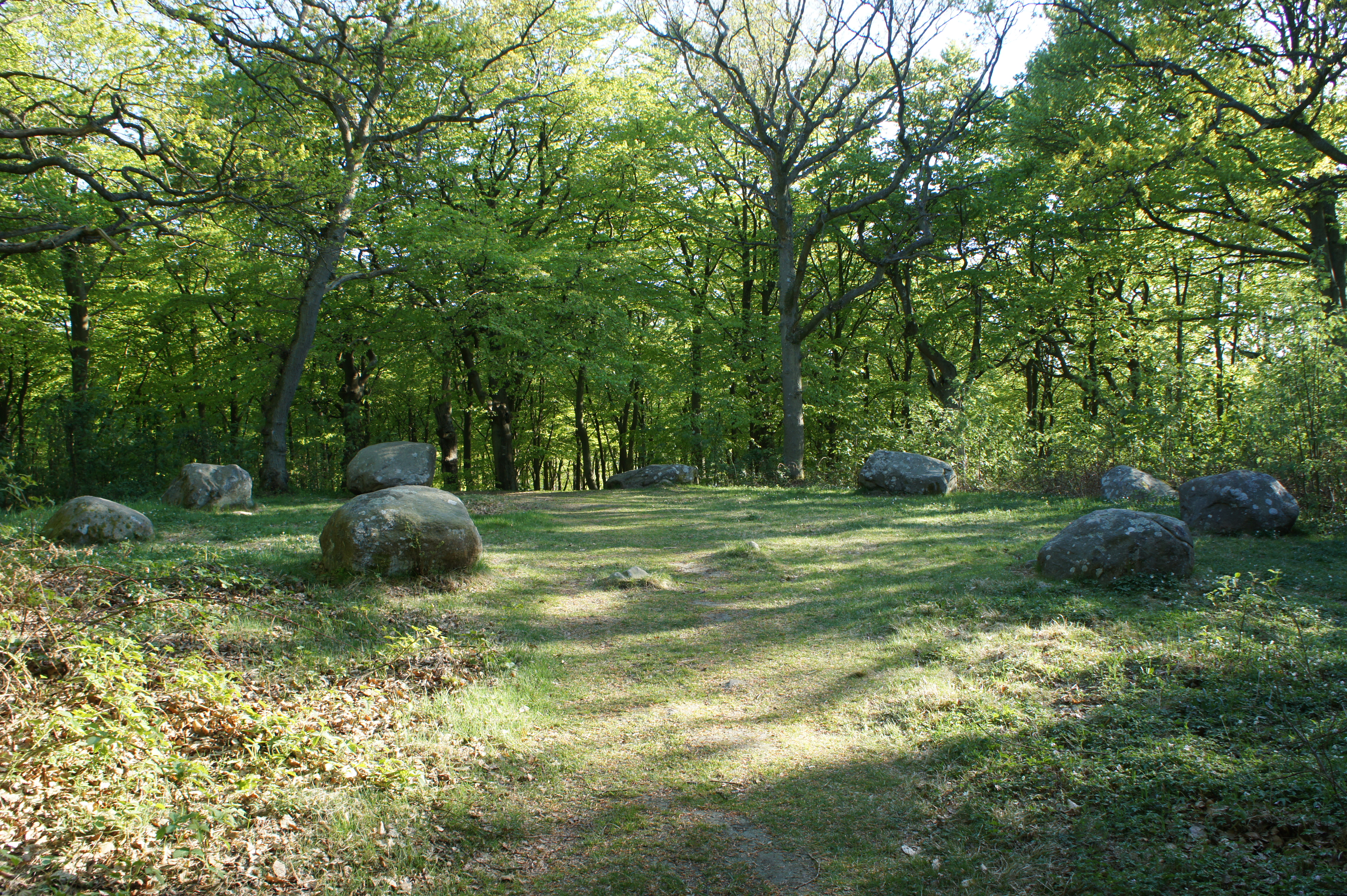
En av domarringarna vid Himmelstorp.

Från bronsåldern finns relativt få fynd. Man har hittat en halsring i brons och en gjuten kvinnofigur. Fynd av bosättningar från bronsåldern förekommer mest på bergets sydvästra sida. Vid Himmelstorp finns några välbevarade domarringar. Även finns ett flertal gravhögar, stensättningar från olika tidsepoker dokumenterade. Under järnåldern underlättades bostads- och båtbyggande samt åkerbruk. Bland fornfynden finns tecken på livliga kontakter med främmande kulturer, som till exempel arabiska mynt. De flesta bosättningarna låg fortfarande på bergets sydvästra sida.

### Medeltiden fram till år 1800

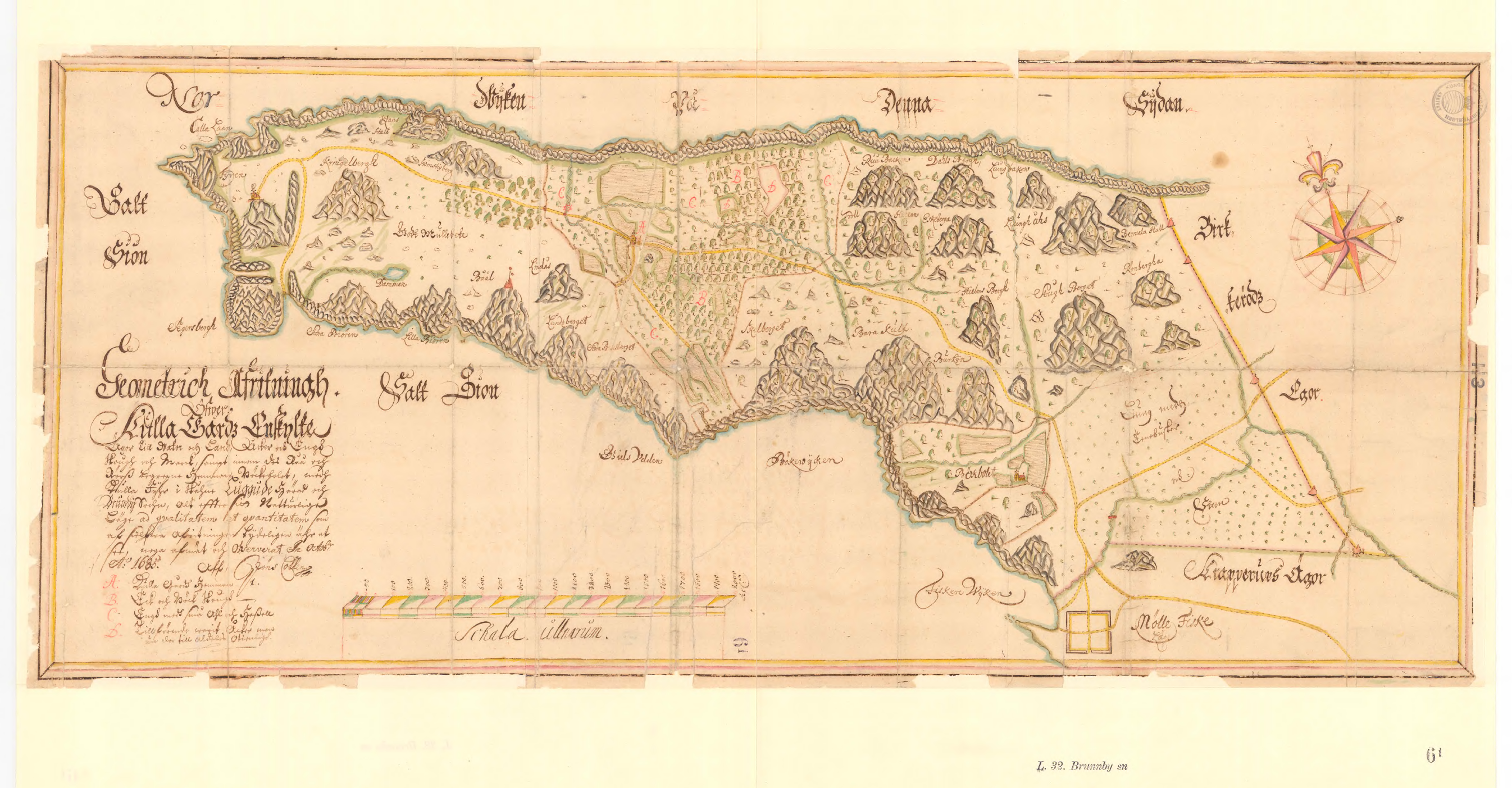
Karta över Kullaberg från 1685.

Under medeltiden blev Krapperups slott ett maktcentrum, och utvecklades till ett av de största godsen i Skåne. Krapperup kom att äga all jord, både jordbrukarnas och fiskarbefolkningens. Arrenden måste erläggas till godsherren. Undantaget synes vara västra delen av Kullaberg, som ägdes av staten. I denna del av Kullaberg stod flera gårdar, framför allt Kullagården, för driften av Kullens fyr. Kullaberg besöktes av Carl von Linné under hans Skånska resa den 13-14 juli 1749. Han beskrev Kullen och Kullaberg så här:
| ”                                     | Landet på östra sidan om stranden steg upp med en branthet, så hög som den högsta kyrka. Havet och Kattegatt låg på västra sidan... Kullen består av en lång bergsträcka med många rätt höga berg och klippor, som komma till sin begynnelse ifrån Södra åsen vid Knutstorp och vid Kullen sträcka sig högst en mil åt väster, där de 1 kvart gå ut i havet med en hög udde, som är med en djup däld skild ifrån den andra bergssträckan. | „ |
| – Carl von Linné: Skånska resan, 1749 | |   |

### 1800-talet

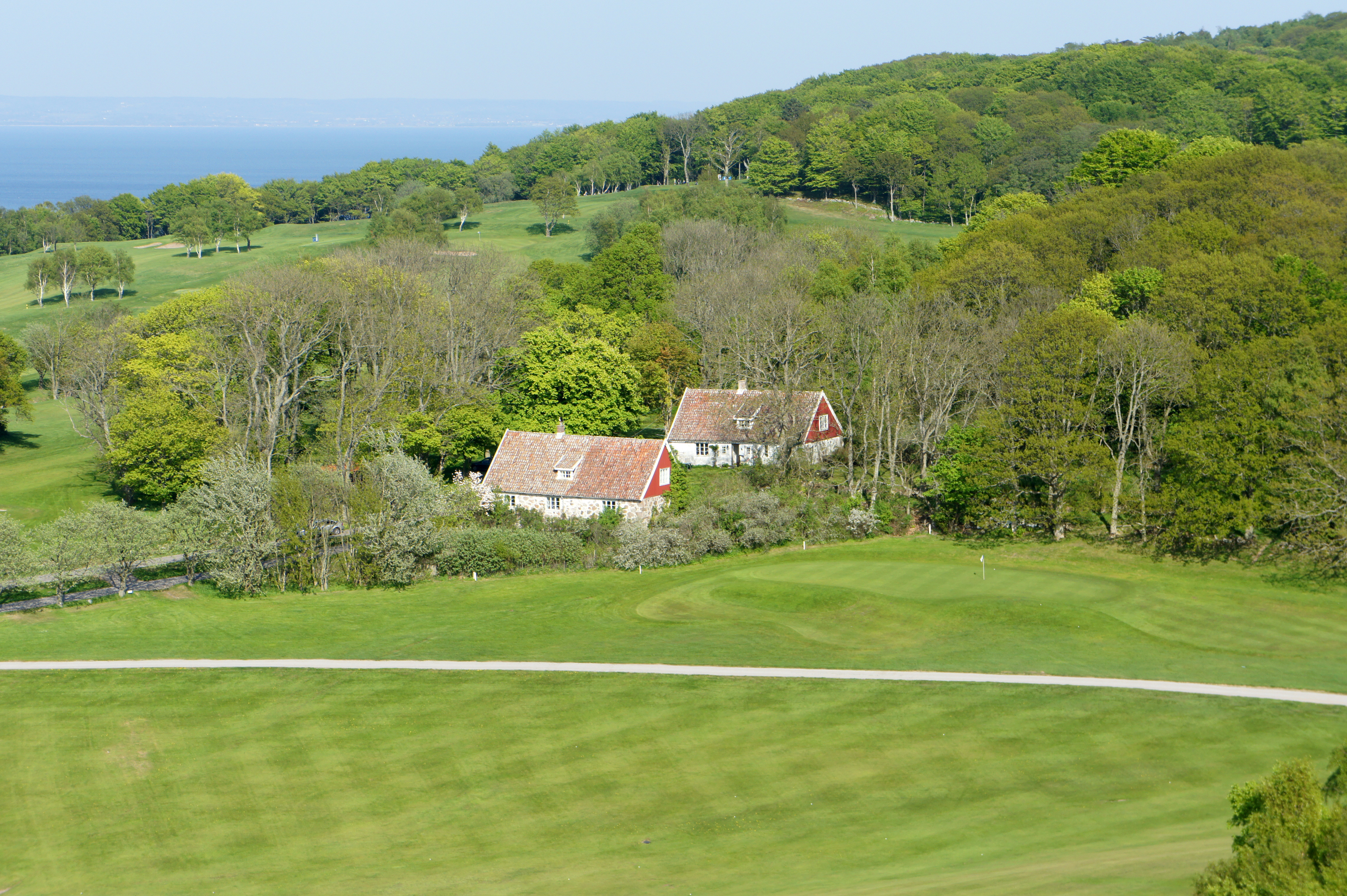
Utsikt över Ransgården, den äldre av Kullagårdarna.

I början av 1800-talet hade västra Kullaberg, inklusive Kullagården och ägorna däromkring, kommit i privat ägo, då de inte längre behövdes för skötseln av fyren. År 1872 lyckades baron Nils Gyllenstierna på Krapperups slott komma över även denna del av Kullaberg, och var nu således ägare till både de västra och östra delarna.
På 1860-talet kom turisterna till Kullaberg. Centrum för turismen blev från början Kullagården, som från 1860-talet var gästgivaregård. Efter sekelskiftet 1900 kom turismen dock att centreras till Mölle. Nils Gyllenstierna lät 1913 bjuda ut västra Kullaberg till försäljning sedan han tröttnat på att hotellägarna i Mölle gjort stora pengar på de ökade turistströmmarna till Kullen medan han själv inte kunnat göra några större vinster. När det spreds rykten om att kapitalstarka tyskar övervägde att köpa Kullaberg för att bygga ett storhotell, anlägga ett större stenbrott och på olika sätt hårdexploatera området gick en grupp naturvänner samman för att rädda berget från utländskt övertagande. Det nybildade bolaget AB Kullabergs natur, vars ägare alla var styrelseledamöter i Skånes naturskyddsförening, fick i mars 1914 köpa västra Kullaberg. Godsägare John Olsson var bolagets verkställande direktör från bildandet fram till sin död 1943. En första åtgärd blev att inhägna naturområdet och att ta ut entréavgifter av alla besökare. Systemet med entréavgifter kom att bestå fram till mars 2010.
I januari 1944 skänktes aktiemajoriteten i Kullabergs natur till Fysiografiska sällskapet i Lund. I juli 1995 köpte Naturvårdsverket Kullabergs naturområde för 9,5 miljoner kronor och överlät skötsel och drift på Länsstyrelsen i Skåne län. Den östra delen av Kullaberg förblev i Krapperups ägo, och ingår nu i Gyllenstiernska Krapperupsstiftelsen.

### Legender

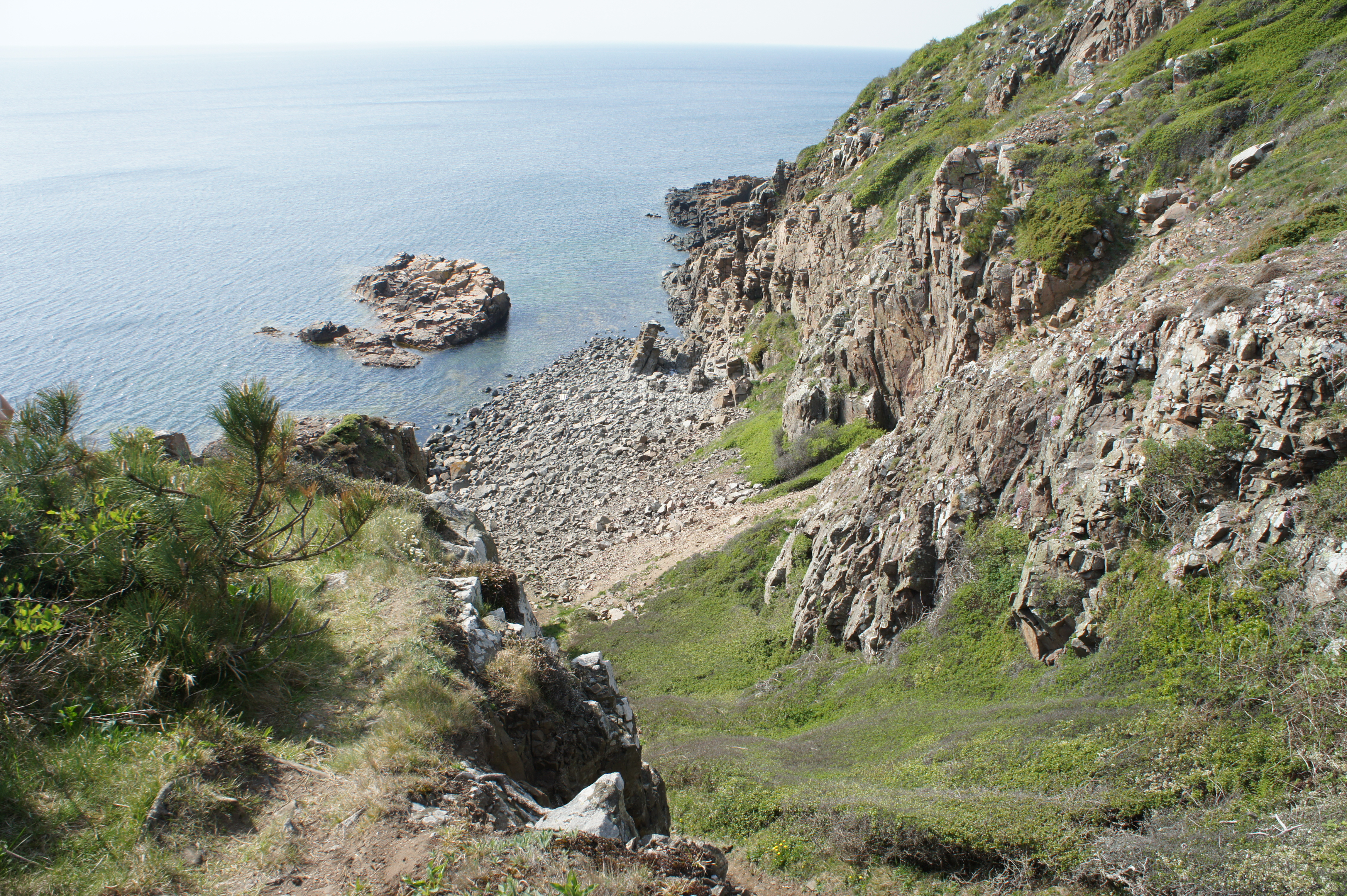
Palnatokes skränt, nära Kullens fyr.

Legenden om Kullamannen är en medeltida myt om en stjärntydare och siare som ska ha funnits på berget. Från början var han en riddare vid namn Thord Knutsson Bonde som levde på kung Valdemar Sejrs tid. Senare har historien byggts på genom muntlig och folklig historietradition till sagor och sägner. Till exempel vaktade Kullamannen över sjöfarten i Öresund och bestämde över vilka fartyg som skulle gå i kvav och vilka som skulle klara av passagen.
Legenden om Palnatoke är också välkänd. Palnatoke var en hövding på Fyn, som har givit namn till Palnatokes skränt, nära Kullens fyr. Palnatoke skröt att han var en skickligare skidåkare än kung Harald Blåtand. Harald tvingade Palnatoke att åka ner för dessa klippor där det är som farligast. Enligt sägnen klarade sig Palnatoke utan större skador genom att han hoppade ner för stupet med sina skidor och sen landade han helskinnad nere på isen.

## Bebyggelse
Uppe på själva Kullaberg är bebyggelsen sparsam. Längst västerut ligger Kullens fyr och naturum Kullaberg, som innehåller utställningar om Kullabergs natur. Kullagården var tidigare fyrvaktarens förläning. Numera ligger här Kullagårdens Wärdshus, en hotell- och restauranganläggning. På Kullagårdens gamla ägor ligger sedan 1943 Mölle Golfklubb. Längre åt öster ligger en mindre by vid namn Kulla. Där har Kullaberg och Kullabygdens naturreservatsförvaltning sitt säte. Ännu längre västerut ligger byn Björkeröd på en platå 70-75 meter över havet. Den nämns första gången år 1491, men har funnits långt tidigare. Tidigare fanns i Björkeröd fem hemman och ett antal torp. Längst åt sydväst på själva berget ligger korsvirkesgården Himmelstorp, som idag drivs som hembygdsgård av Kullens hembygdsförening. Tätorterna Mölle och Arild ligger alldeles invid reservatet. De har uppstått som fiskelägen. Alldeles vid foten av Kullaberg ligger också herrgårdarna Kockenhus, Balderup och Stubbarp.

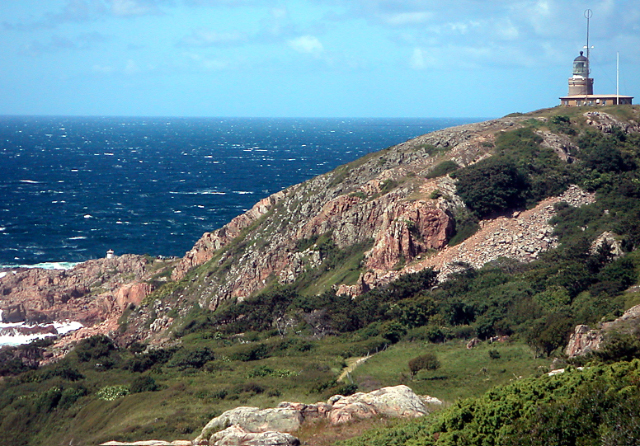
Kullens fyr.
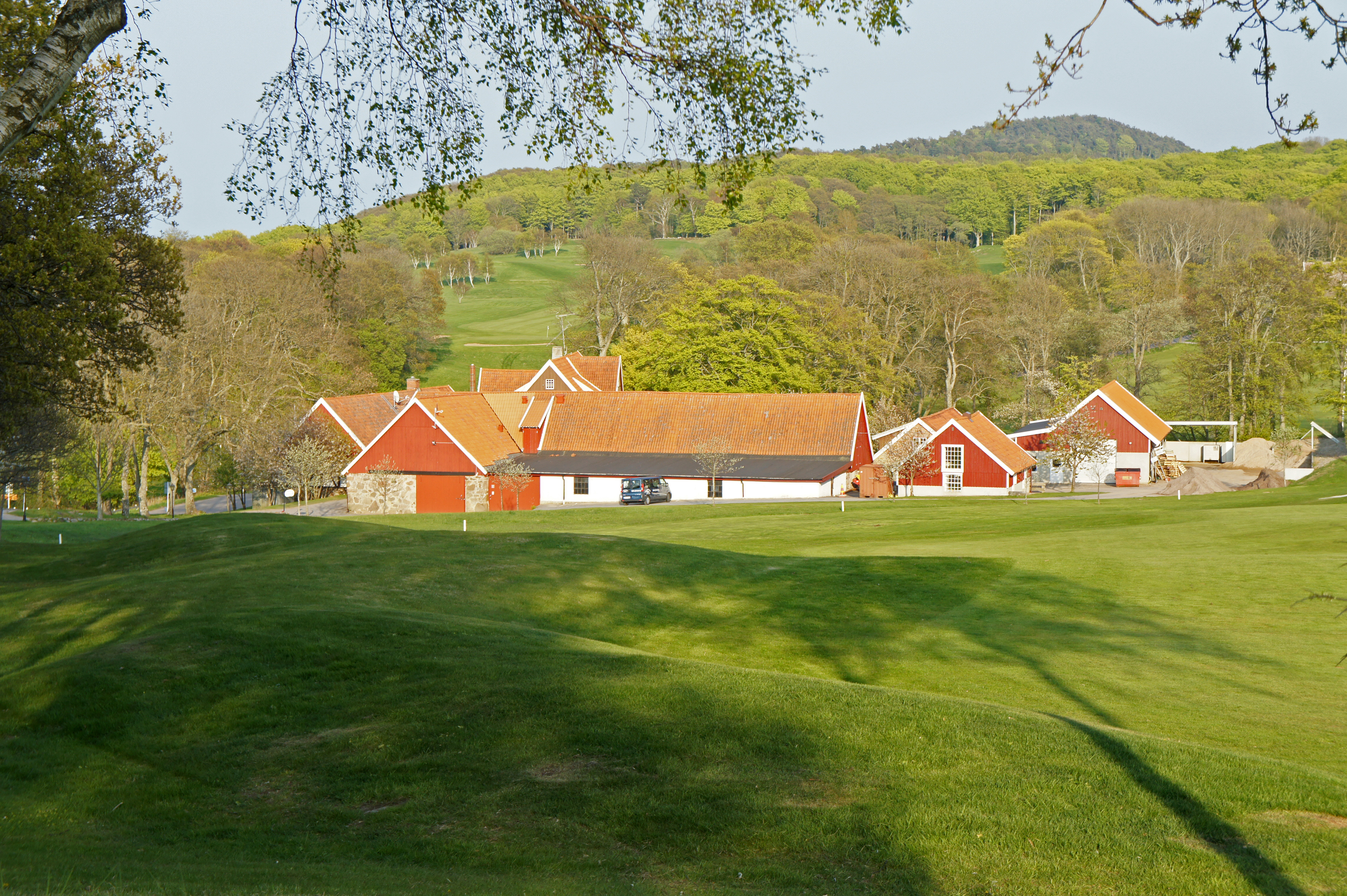
Kullagården med Mölle GK.
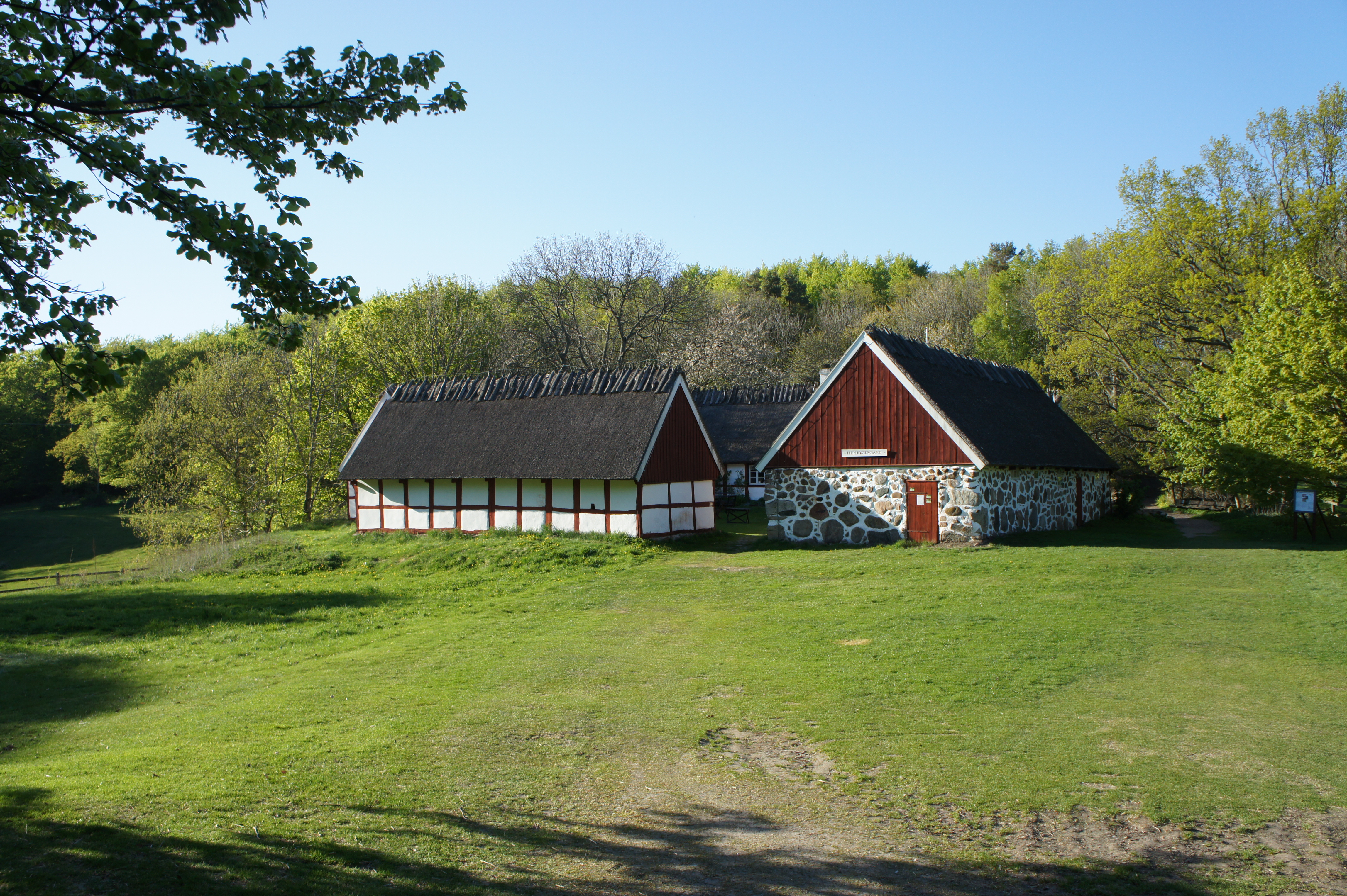
Himmelstorp i maj 2011.
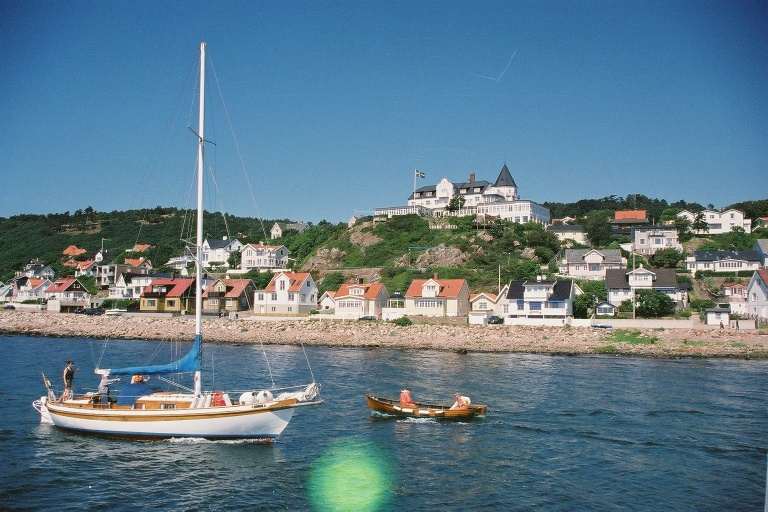
Mölle.
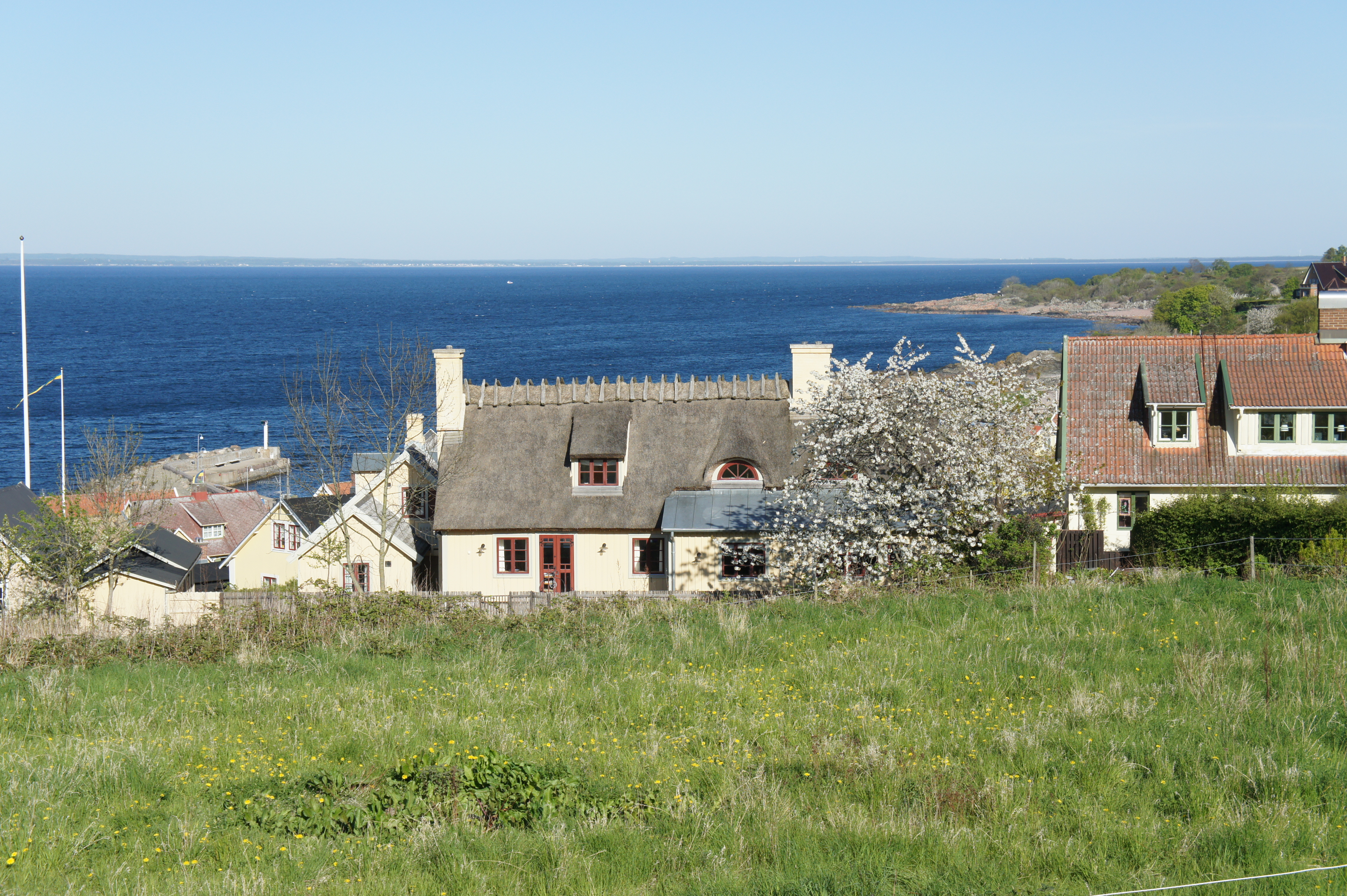
Arild.

## Vägnät
Till Kullaberg anländer man via Länsväg 111 från Höganäs eller en mindre länsväg (väg 1451) från Jonstorp. Det finns få bilvägar uppe på berget. Den mest kända är Italienska vägen som förbinder Mölle med Kullens fyr. Tidigare fick man betala en avgift vid inpassering i naturreservatet, men denna avgift är borttagen sedan år 2010. Det finns även bilvägar upp till Björkeröd och Himmelstorp, där det finns bilparkeringar för vandrare på berget.

## Friluftsliv

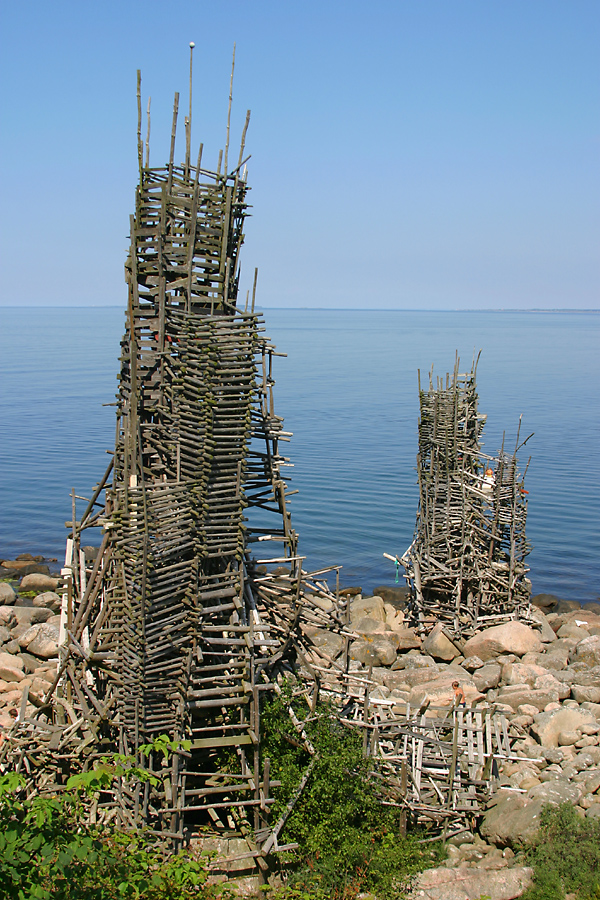
Del av Nimis år 2002.

Kullabergs stigsystem är upplagt med en sydlig rödmärkt huvudstig från Kullens fyr till Vaktstugan - Himmelstorp och vidare till Arild. En annan blåmärkt stig löper från fyren längs norra sidan av berget och över de högsta topparna fram till Himmelstorp där den ansluter till den röda stigen fram till Arild. Mellan den södra, röda, och den norra, blå, huvudstigen finns ett antal gulmärkta tvärstigar. Dessa skapar möjlighet att på olika sätt planera sin vandring som en kortare eller längre runda.  En ny vandringsled i Kullabygden, den 70 kilometer långa så kallade Kullaleden, ansluter till det befintliga stigsystemet på Kullaberg. En populär vandring på Kullaberg går till Lars Vilks båda skulpturer Nimis och Arx. Kortaste vägen dit utgår från Himmelstorps hembygdsgård.
På hösten, tidigare på våren, går löpartävlingen Kullamannen som är Skånes största terränglopp och ett av Sveriges mest populära ultramarathon med sträckningar som går genom Kullaberg. Loppet går i flera klasser från 20 till 160  km. På östra Kullaberg finns skogsvägar och stigar som är särskilt lämpliga för cykelturer. För den avancerade cyklisten kan även de västliga delarna av stignätet vara utmaningar.
Vid foten av Kullaberg finns en camping/stugby/konferensanläggning, med restaurang, minigolf och ett flertal andra utomhusidrotter.
Kullaberg klassas som en trestjärnig turistattraktion av Michelinguiden. 2015 fick Kullabergsguiderna årets ekoturismpris av tidningen Travel News och Ekoturismföreningen.

### Badstränder

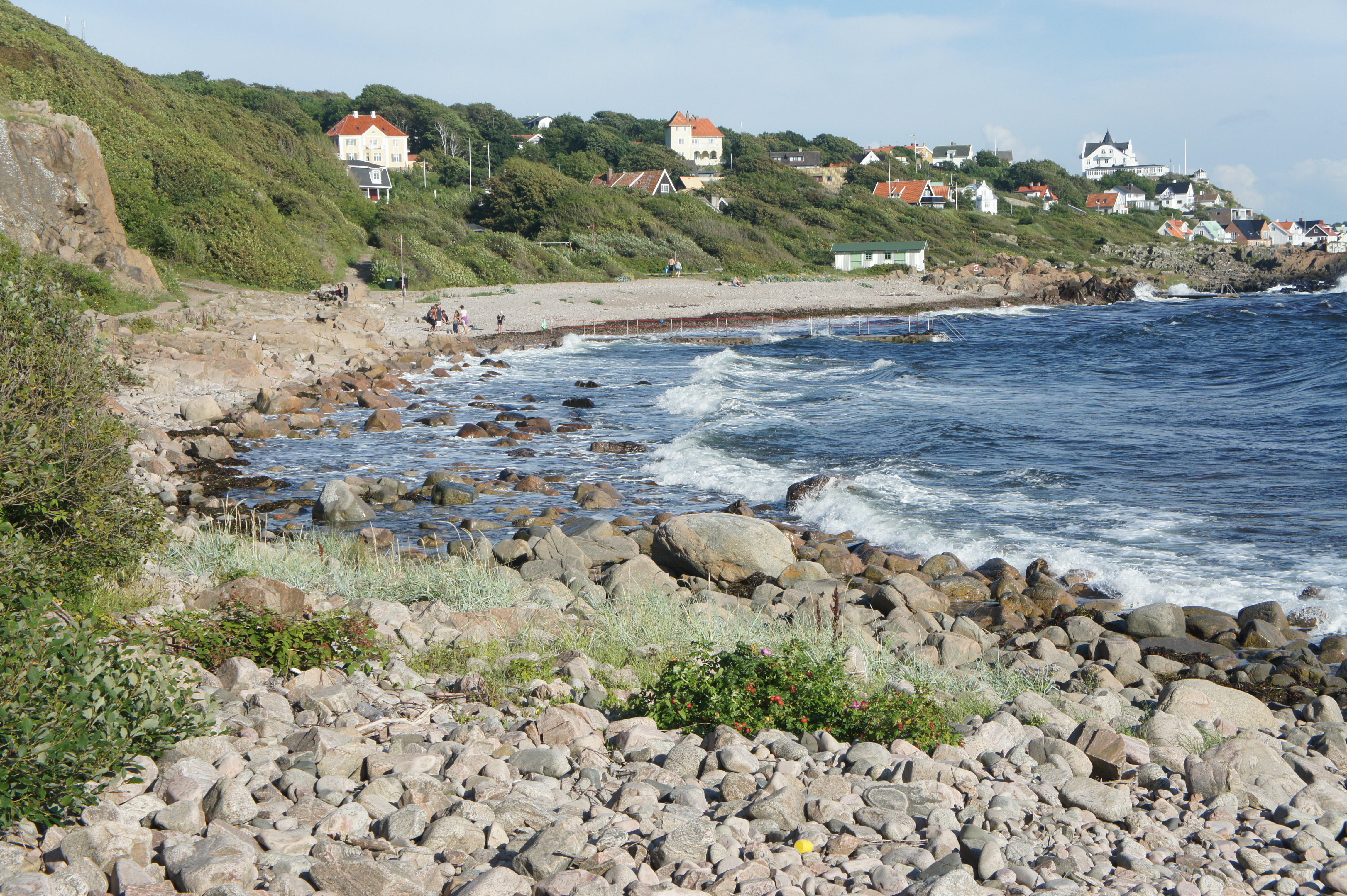
Badplatsen Solviken vid Kullaberg, norr om Mölle.

Det finns goda möjligheter till bad vid Kullaberg. Vid Solviken i Mölle och i Ransvik finns kommunala badplatser. Ransvik är den plats där de första gemensamhetsbaden ägde rum i Sverige kring år 1900. Dessutom kan man bada vid flera malar, till exempel Josefinelust, Ablahamn, Håkulls mal, Käringmalen och Finemal. Ransvik är också ett populärt tillhåll för sportdykare. Sveriges första undervattensled för dykare med åtta stationer, öppnade under 2011 vid Åkerslån, en av vikarna på Kullabergs sydsida.

### Klättring
Kullaberg har runt 800 klättringsleder på ett tjugotal klippor. Berget består av grå till rödaktig gnejs med sprickor som bildar varierande formationer. Den norra och södra kusten har olika klätterkaraktär. Den södra kustens klippor är fastare och ligger mer i solen medan den norra kustens klippor erbjuder längre klättring. Ofta måste man använda olika tekniker på en och samma led. En av de mest populära klipporna heter Karstens ränna, som ligger cirka 500 meter söder om Kullens fyr.

### Sportdykning
Flera områden på Kullaberg utgör populära dykmål för sportdykare. Djurlivet i havet gynnas av övergången från Öresunds brackvatten till de saltare vattenförhållandena i Kattegatt. Botten består framförallt av sten med riklig förekomst av blåstång. Under våren finns god möjlighet att påträffa nakensnäckor.

## Naturreservaten
Reservaten omfattar totalt cirka 980 ha land och cirka 300 ha vattenområde. Området ingår i EU:s ekologiska nätverk av skyddade områden, Natura 2000. Östra Kullaberg bildades 1965. Det ägs och förvaltas av Gyllenstiernska Krapperupsstifelsen. Hembygdsgården Himmelstorp ligger inom reservatet. Västra Kullaberg bildades 1971. Det ägs och förvaltas av staten genom Länsstyrelsen i Skåne län. I området ingår Kullagården, där Mölle golfklubb ligger. Kullabergs marinreservat är ett 300 meter brett bälte runt Kullabergs kusten blev marint naturreservat år 1986 med syftet att bevara havsbottnens flora och fauna så ostörda som möjligt. Kullabergs fågelreservat inrättades 1995 mellan Djupadal och Valdemarsgrottan med avsikt att skydda häckningsplatser för pilgrimsfalken. Man får inte vistas i området mellan 1 mars och 15 juli. Undantaget är stigen ner mot Söftingsgrottan.

## Radarstationer

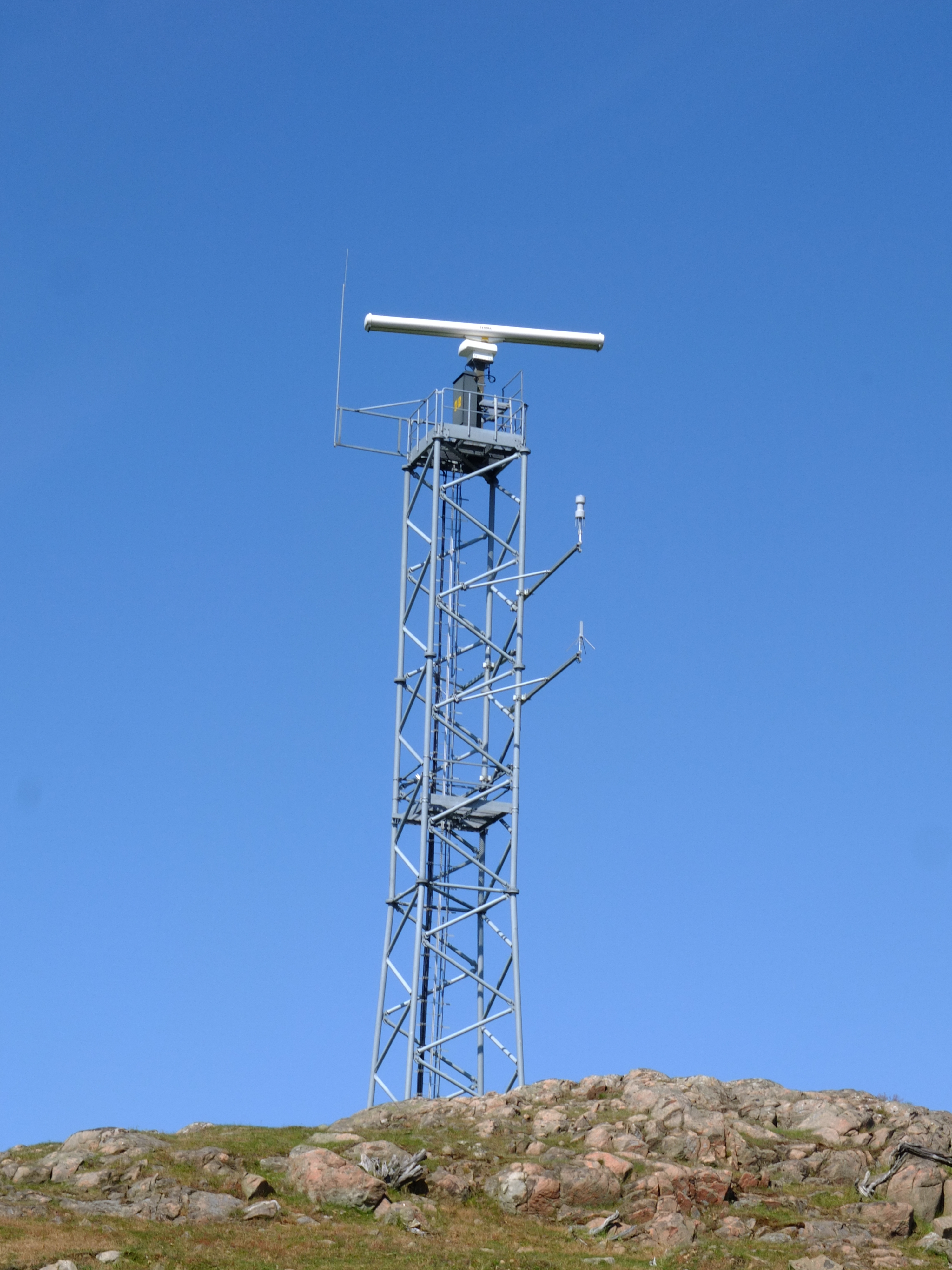
Kustradarstation typ PS-640 på Kullaberg.

Redan i början av 1950-talet anlades ytterst på Kullaberg en spaningsradar av typ PS-14. Efterföljarna var PS-615, som var en spaningsradar riktad mot havet, och PA-31, som var en eldledningsradar sannolikt avsedd för Batteri Helsingborg. Idag finns på Kullaberg bl.a. en kustradarstation av typ PS-640. PS-640 har till uppgift att hålla uppsikt över kusten och granska fartygsrörelser. Den har en räckvidd på drygt 40 kilometer.

## I populärkulturen
TV-serien Kullamannen från 1967 utspelar sig kring Himmelstorpsgården vid Kullaberg och berör sägnerna kring Kullamannen.

### Webbkällor
- Kullaberg, Länsstyrelsen i Skåne län
- Kullaberg-Krapperup, Kulturmiljöprogram för Skåne, Länsstyrelsen i Skåne län